# Friedrich-Alexander-Universität Erlangen-Nürnberg

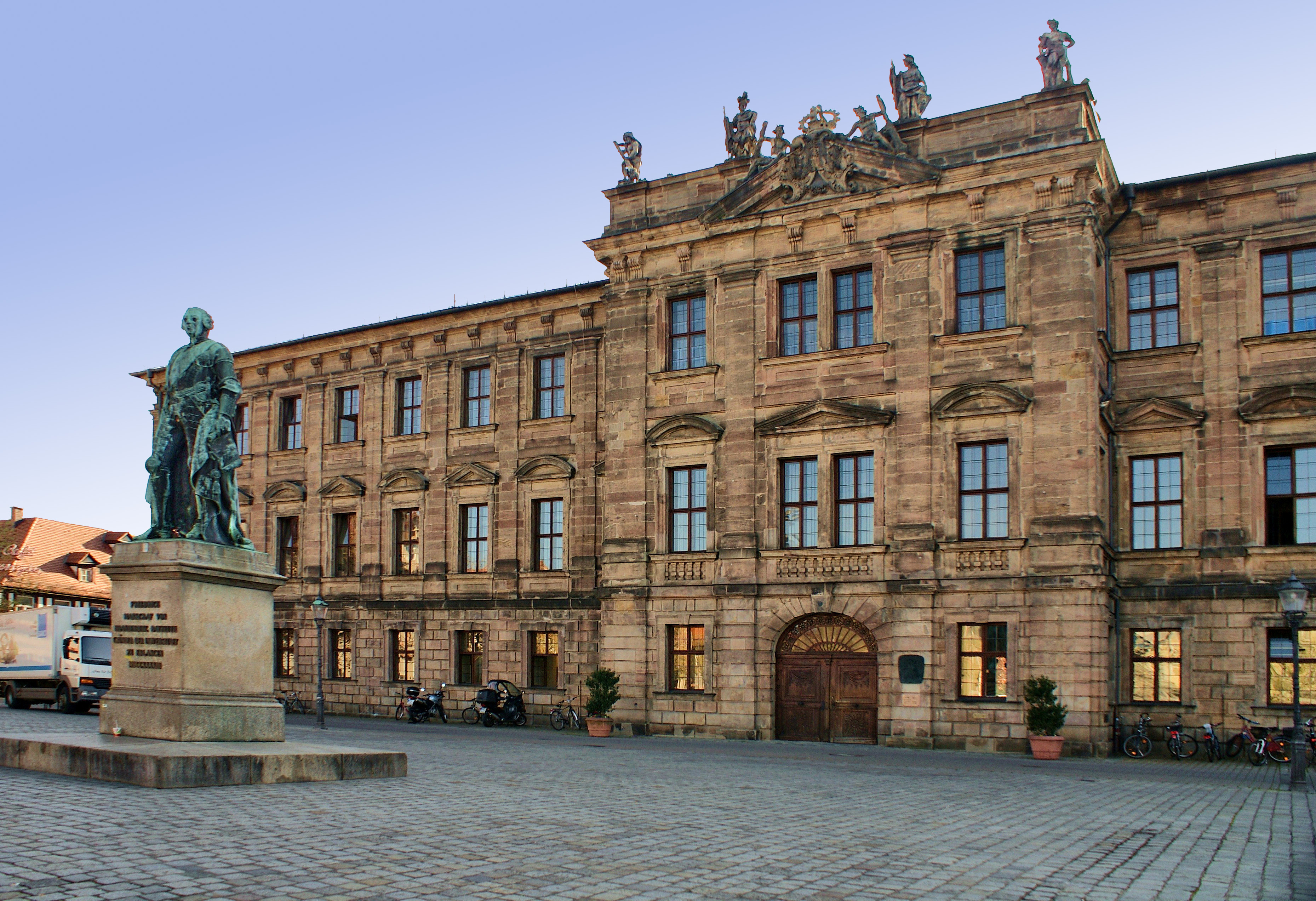
Erlanger Schloss: ursprünglich die markgräfliche Residenz, beherbergt es nun die Universitätsleitung und einen Teil der Verwaltung (2025 wegen Renovierung ausgelagert).

Logo 2011

Die Friedrich-Alexander-Universität Erlangen-Nürnberg (kurz FAU Erlangen-Nürnberg) zählt mit rund 40.000 Studierenden und über 300 Studiengängen in fünf Fakultäten zu den 15 größten Universitäten in Deutschland. Nach der Ludwig-Maximilians-Universität München und der Technischen Universität München ist sie die drittgrößte Universität Bayerns. Sie wurde 1743 in Erlangen angesiedelt und ist seit 1961 auch in Nürnberg beheimatet.

## Überblick und Kennzahlen
Die Universität steht in der Tradition der Academia Fridericiana, die 1742 in Bayreuth gegründet wurde, 1743 den Status einer Universität erhielt und etwas später im gleichen Jahr nach Erlangen verlegt wurde. Sie wurde nach ihrem Gründer, dem fränkischen Markgrafen Friedrich von Brandenburg-Bayreuth, sowie ihrem wichtigsten Förderer Karl Alexander von Brandenburg-Ansbach benannt.
Aus historischen Gründen verteilen sich die Standorte der Universität auf die Metropolstädte Erlangen sowie seit 1961 auf Nürnberg und seit 2004 auch auf Fürth. Etwa zwei Drittel der Studierenden nutzen überwiegend den Campus in Erlangen und ein Drittel den in Nürnberg.
Im Wintersemester 2024/25 waren etwa 50 Prozent der knapp 40.000 Studenten weiblich, rund 9.200 kamen aus dem Ausland. Die FAU bietet ein breites Fächerspektrum von 272 Studiengängen an, darunter 82 Bachelorstudiengänge, 98 Masterstudiengänge und 92 Studiengänge mit Staatsexamensprüfung, wie Lehramt, Jura oder Medizin (Stand: 2023). Zur Verringerung des Risikos der Technologieabflusses wurde 2023 die Aufnahme von Stipendiaten des Chinese Scholarship Council (CSC) zunächst ausgesetzt, jedoch nur zeitweise. Eine Ausnahme bilden Studierende, die mit einem zusätzlichen Stipendium des Deutschen Akademischen Austauschdienstes (DAAD) nach Deutschland kommen.
An der Universität gibt es sieben DFG-Forschergruppen sowie mehrere Graduiertenkollegs. Auf Grund zahlreicher Kooperationen mit anderen Universitäten, Hochschulen und Fachhochschulen der Region verfügt die Friedrich-Alexander-Universität über Außenstellen im gesamten nordbayerischen Raum. Das Sprachenzentrum der FAU ermöglicht Studierenden aller Fachrichtungen internationale Sprachqualifikationen mit UNIcert-Abschluss. Die FAU ist Mitglied im MedienCampus Bayern, dem Dachverband für die Medienaus- und -weiterbildung in Bayern.

### Nationales Ranking
Hochschulranking der WirtschaftsWoche:
| Studienfach               | 2018       |
| ------------------------- | ---------- |
| Wirtschaftsingenieurwesen | 8. von 26  |
| Maschinenbau              | 12. von 27 |
| Elektrotechnik            | 10. von 28 |

### Internationales Ranking
- Times Higher Education Ranking 2025: 201. bis 250. Platz[19]
- QS World University Ranking 2025: 224. Platz[20]
- Reuters Top 100 The World’s Most Innovative Universities 2019: 14. Platz weltweit, 2. Platz europaweit[21], 1. Platz in Deutschland[22]
- Best Global Universities Ranking 2025: 281. Platz[23]
- Round University Ranking 2024: 192. Platz[24]

## Aufbau

### Aktuelle Struktur
Seit 2007 gliedert sich die Universität in die folgenden fünf Fakultäten:
- Medizinische Fakultät
- Naturwissenschaftliche Fakultät
- Philosophische Fakultät und Fachbereich Theologie
- Rechts- und Wirtschaftswissenschaftliche Fakultät
- Technische Fakultät

Die Fakultäten untergliedern sich wiederum in insgesamt 23 so genannte Departments, in denen teilweise benachbarte Disziplinen gebündelt sind; die Medizinische Fakultät besteht aus 25 Kliniken und 17 Instituten.
Als weitere zentrale Einrichtungen der Universität sind vorrangig die Universitätsbibliothek Erlangen-Nürnberg und das Regionale Rechenzentrum Erlangen zu nennen.
Die Medizinische Fakultät kooperiert eng mit dem Universitätsklinikum Erlangen, das seit der rechtlich erzwungenen Trennung eine eigenständige Körperschaft des Freistaats Bayern ist.

### Standorte
Der überwiegende Teil der FAU ist in der Stadt Erlangen gelegen, ein kleinerer Teil in der Nachbarstadt Nürnberg. Vereinzelte Einrichtungen finden sich auch in Hof, Fürth, Bamberg, Pleinfeld oder Ingolstadt.
Es gibt mehrere Hundert Liegenschaften in der Metropolregion.

#### Erlangen

Lageplan des Schlossgartens der Universität in Erlangen

In Erlangen verteilt sich die Universität auf zwei räumliche Schwerpunkte im Bereich der Innenstadt sowie dem Stadtsüden. Daneben verfügt die FAU derzeit über zahlreiche größere und kleinere Liegenschaften verteilt über das gesamte Erlanger Stadtgebiet. Markanter Mittelpunkt der Innenstadt ist der Schlossgarten, der zur Universität gehört und sich nicht nur bei der Studentenschaft großer Beliebtheit erfreut.
In der Innenstadt und dem Norden Erlangens sind neben dem Kollegienhaus und der Universitätsverwaltung – im Erlanger Schloss – die Philosophische Fakultät, der Fachbereich Theologie und der Fachbereich Rechtswissenschaften (beide an der Bismarckstraße/Schillerstraße) sowie die Medizinische Fakultät und das Universitätsklinikum („Nordgelände“) gelegen. Im Osten der Stadt findet sich der so genannte „Röthelheimcampus“ mit überwiegend ingenieurwissenschaftlichen Einrichtungen. Im Süden sind die Naturwissenschaftliche (Erwin-Rommel-Straße/Staudtstraße) sowie die Technische Fakultät auf dem „Südgelände“ der FAU angesiedelt. Im südlichen Stadtteil Erlangen-Tennenlohe befinden sich einzelne Einrichtungen der FAU – temporär u. a. das Institut für Geographie.

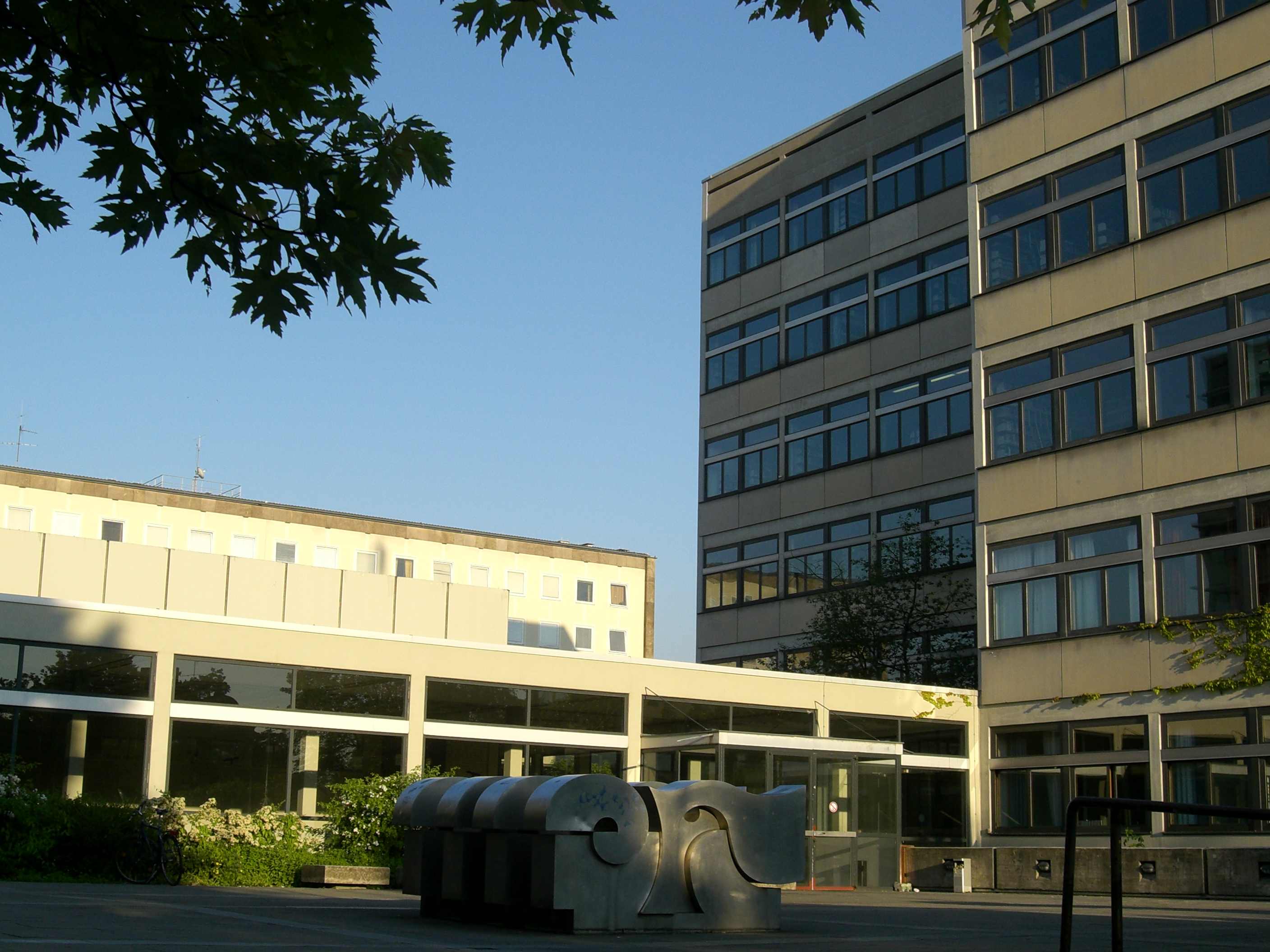
Philosophische Seminargebäude an der Bismarckstraße
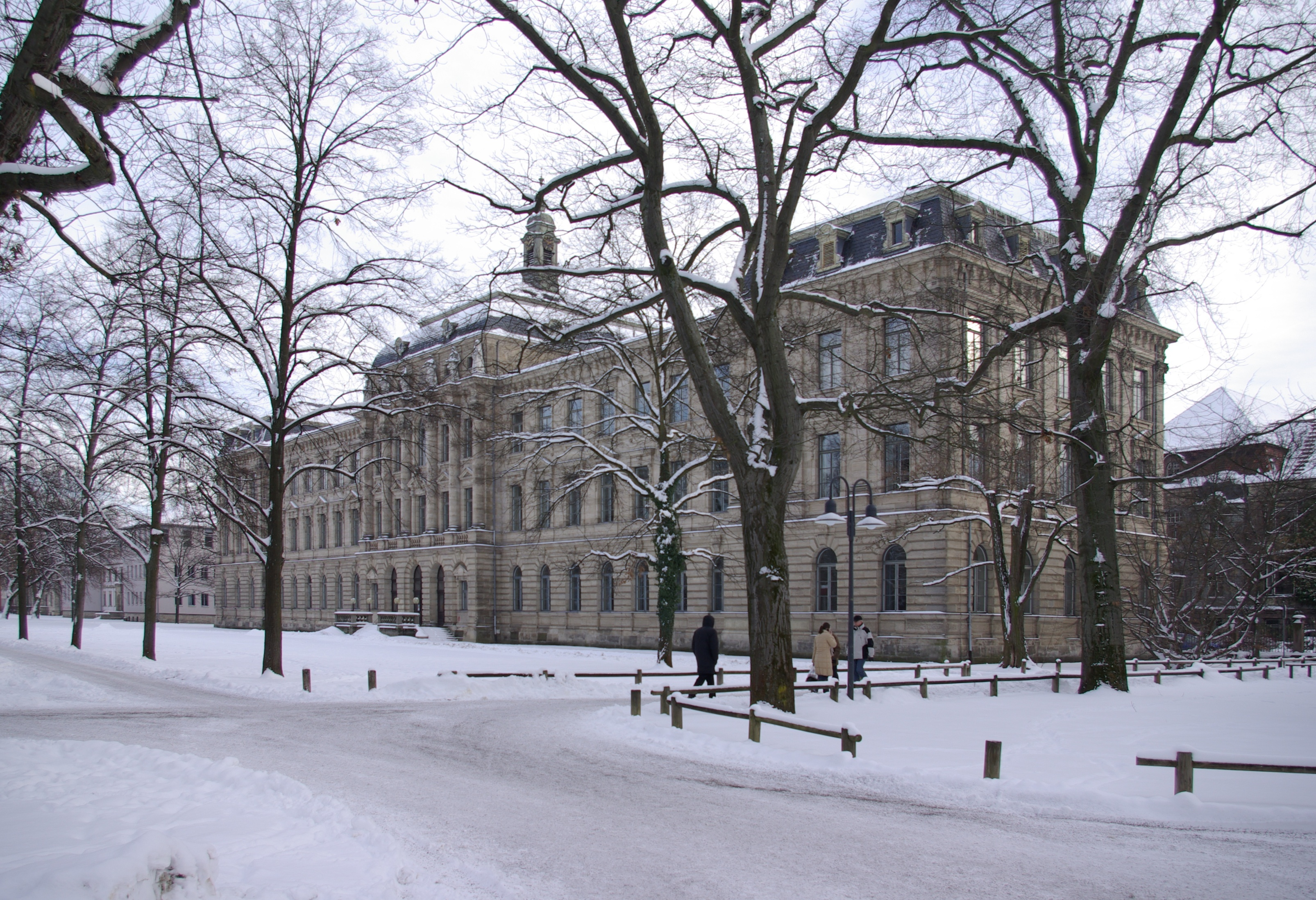
Kollegienhaus der Universität am Schlossgarten
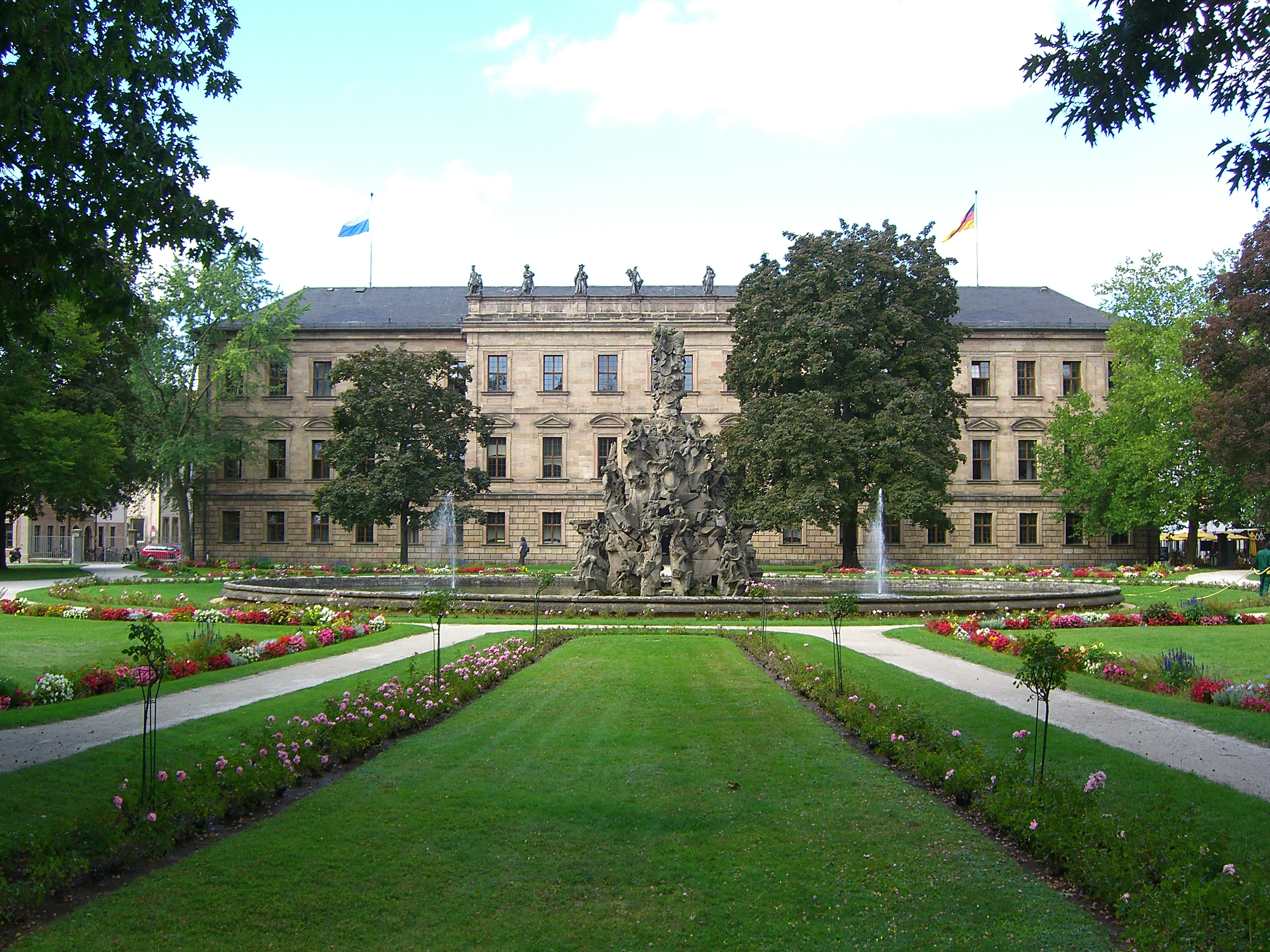
Schlossgarten und Erlanger Schloss (Rückseite)
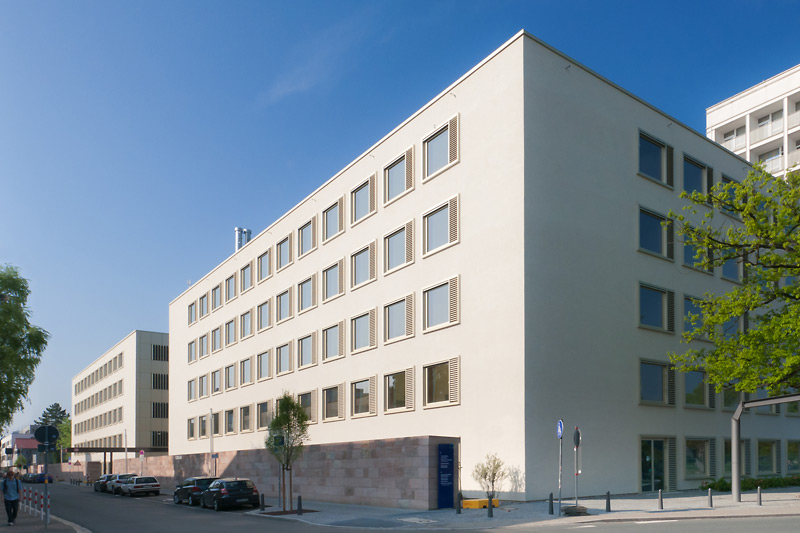
Bettenhaus des Universitätsklinikums
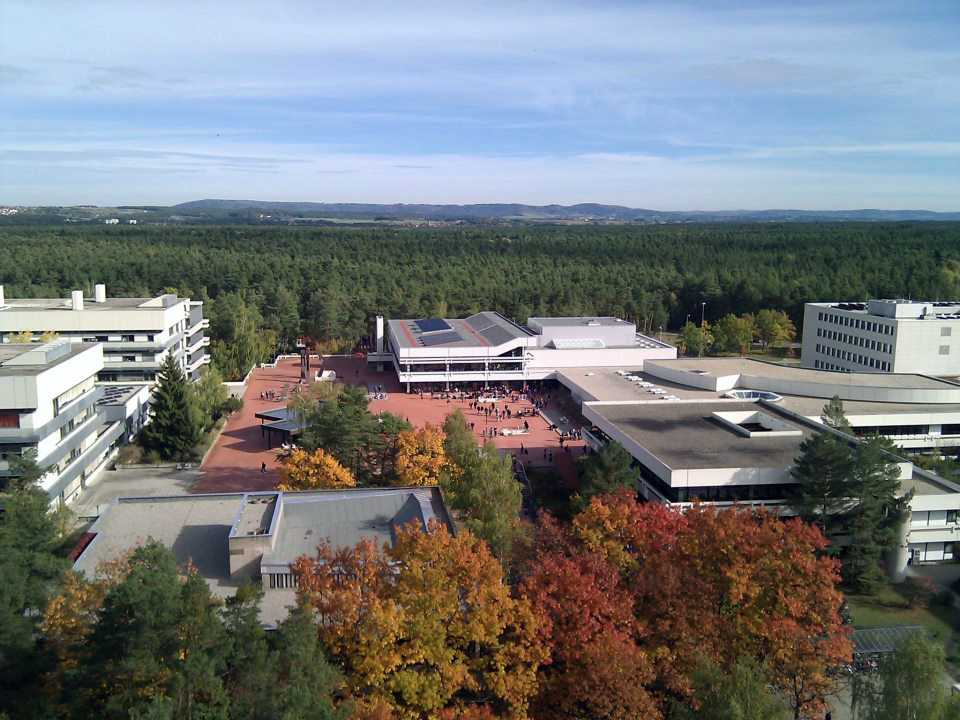
Technische Fakultät mit dem „Roten Platz“
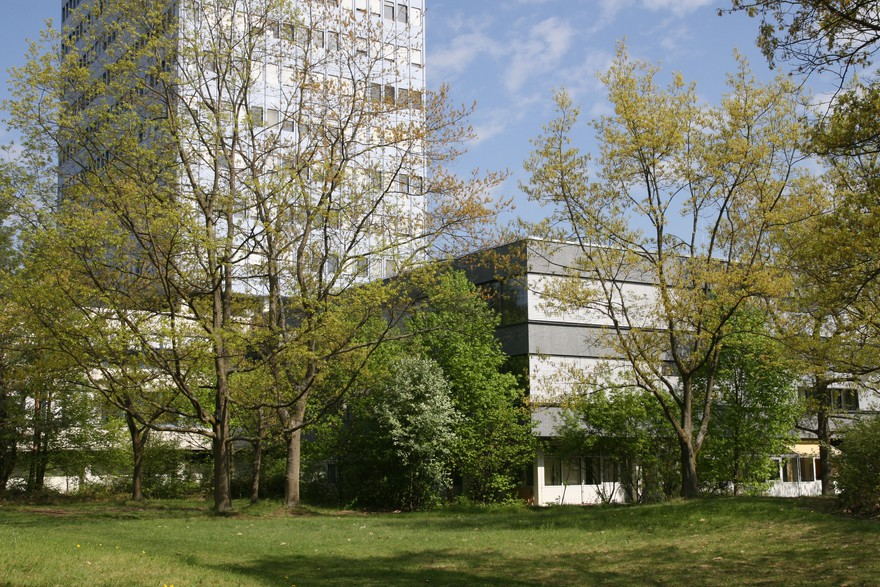
RRZE-Gebäude mit Wolfgang-Händler-Hochhaus im Hintergrund

#### Nürnberg
Der Fachbereich Wirtschaftswissenschaften (die ehemalige „WiSo“ = Fakultät für Wirtschafts- und Sozialwissenschaften) und der Fachbereich Erziehungswissenschaften (als Teil der Philosophischen Fakultät) befinden sich in Nürnberg. Ersterer ist im Nordosten der historischen Altstadt gelegen (Lange Gasse/Maxtormauer), die ehemalige Erziehungswissenschaftliche Fakultät (EWF), heute als „Campus Regensburger Straße“ bezeichnet, befindet sich südöstlich davon in der Nähe des Dutzendteichs. Der Fachbereich Wirtschaftswissenschaften unterhält zusammen mit dem Institut für Arbeitsmarkt- und Berufsforschung (IAB) in Nürnberg ein gemeinsames Graduiertenprogramm.

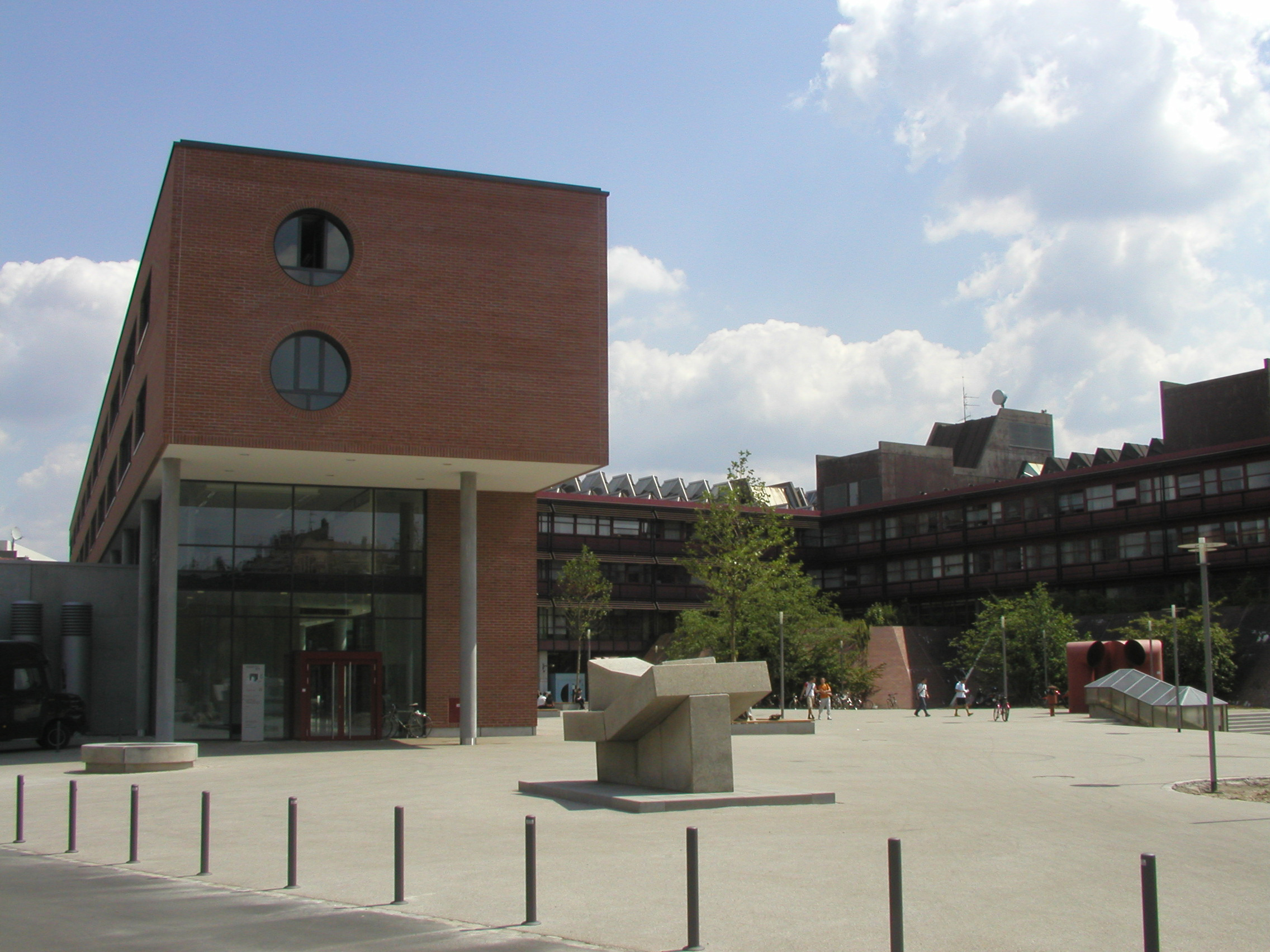
Fachbereich Wirtschaftswissenschaften
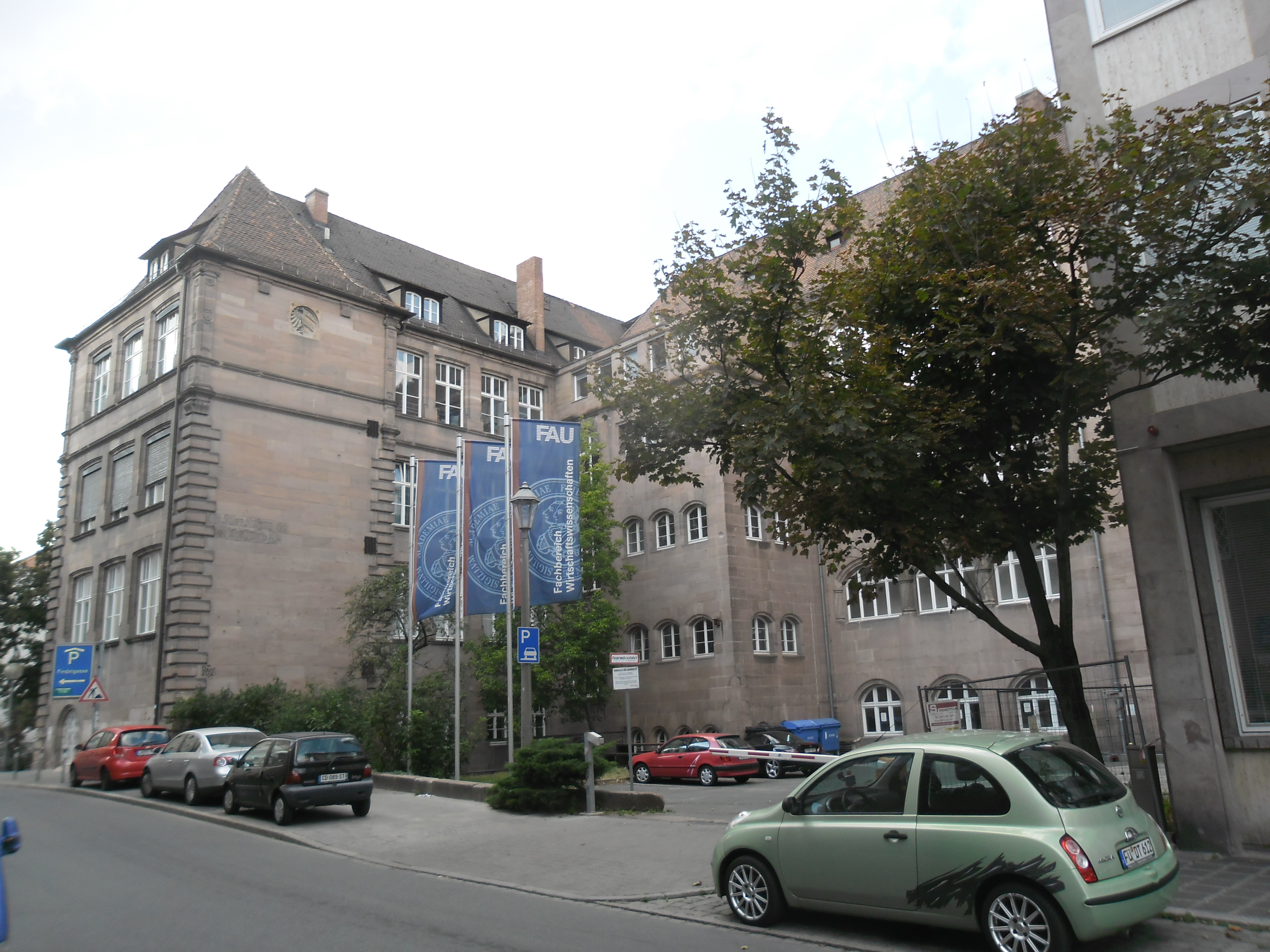
Ludwig-Erhard-Gebäude in der Findelgasse

#### Weitere
Das „Zentralinstitut für Neue Materialien und Prozesstechnik“ (ZMP) der FAU ist in der Nürnberger Nachbarstadt Fürth gelegen. Weitere Außenstellen sind die Dr.-Remeis-Sternwarte in Bamberg, das universitätseigene Wassersportzentrum am Brombachsee in Pleinfeld und die „Ingolstadt-Institute“ (INI.FAU) der FAU in Ingolstadt.
Zwischen 2010 und 2019 verfügte die Friedrich-Alexander-Universität über einen natur- und ingenieurswissenschaftlichen Zweigcampus in der südkoreanischen Stadt Busan mit den Namen FAU Campus Busan.

## Geschichte

### 18. Jahrhundert

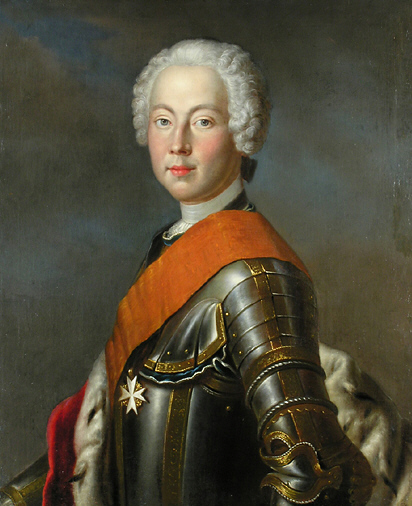
Friedrich III. von Brandenburg-Bayreuth

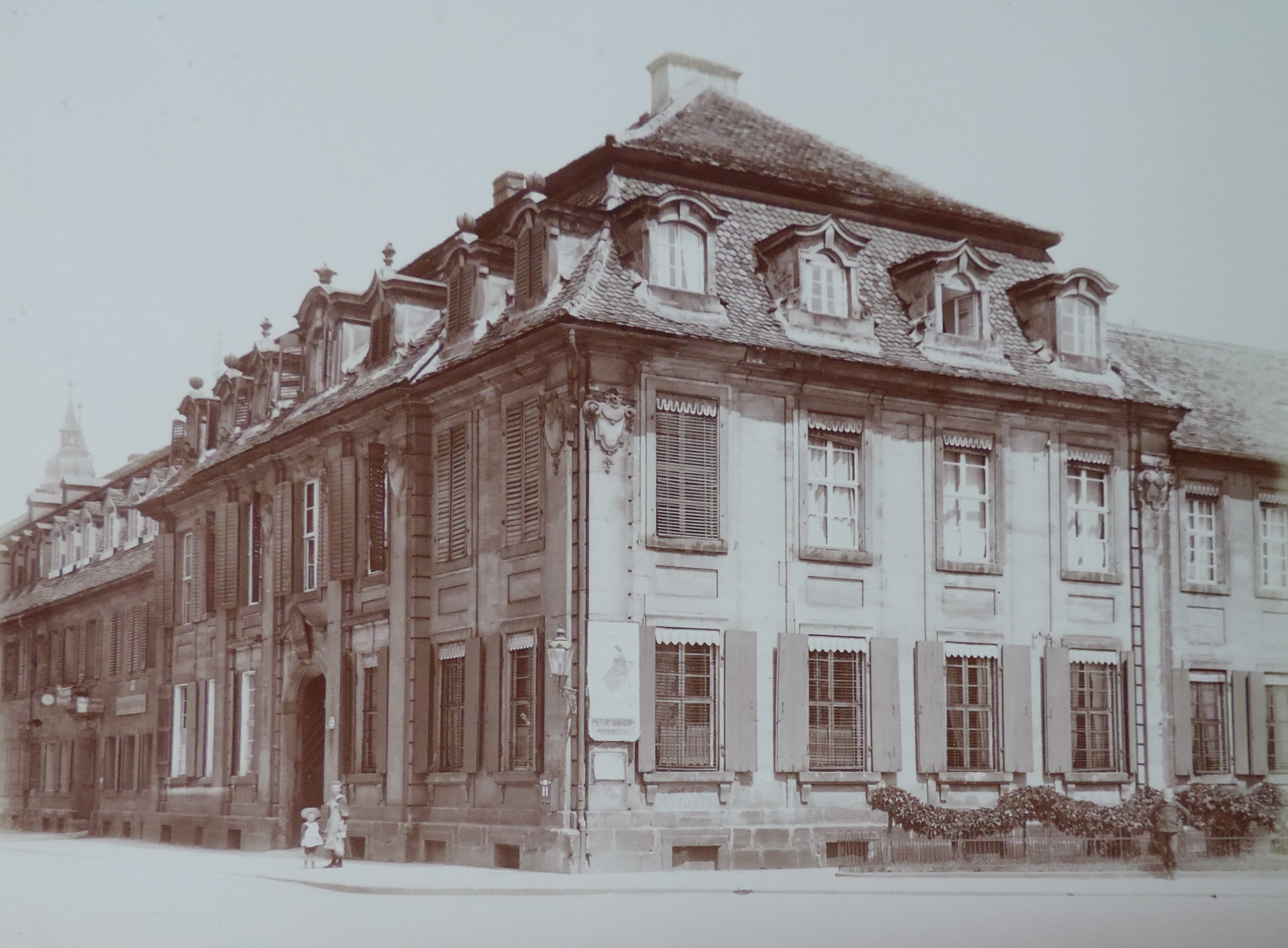
Die „Postei“ in Bayreuth, Gebäude der ehemaligen Academia Fridericiana

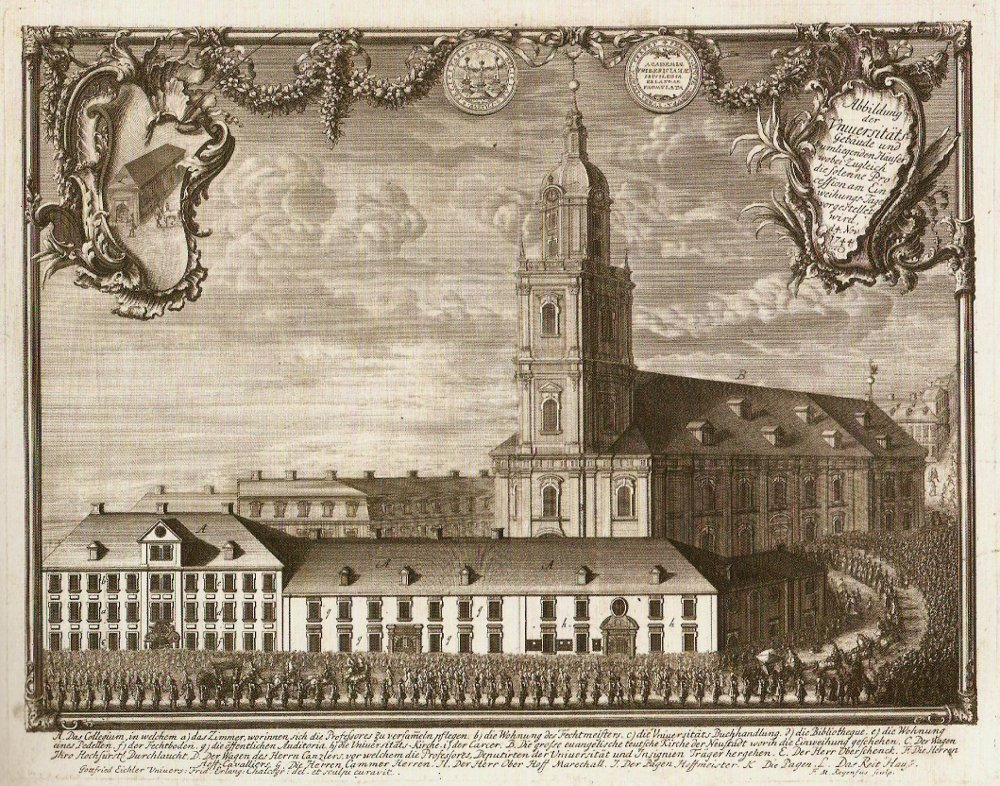
Einweihungsfeier der Universität am 4. November 1743 – im Vordergrund rechts die Sophienkirche, im Hintergrund die Neustädter Kirche (Universitätskirche)

Die Universität wurde 1742 durch den Markgrafen Friedrich von Brandenburg-Bayreuth als Academia Fridericiana (Friedrichsakademie) in Bayreuth gegründet. Am 21. Februar 1743 erhielt sie von Karl VII. den Status einer Universität. Neben den Universitäten in Altdorf und Würzburg war die Friedrichs-Universität die dritte Universität im fränkischen Raum. Bereits im November 1743 wurde sie nach Erlangen verlegt und in Räumlichkeiten der ehemaligen Ritterakademie an der Erlanger Hauptstraße untergebracht. Von Anfang an wurde der gesamte traditionelle Fächerkanon, Theologie, Rechtswissenschaften, Medizin und Philosophie, gelehrt, obwohl die Zahl der Studenten in der Anfangszeit konstant unter 200 lag. Erster Kanzler der nur mit bescheidenen Mitteln ausgestatteten Einrichtung wurde der Mediziner Daniel de Superville.
1769 fiel die Verantwortung für die Universität dem Markgrafen Karl Alexander von Brandenburg-Bayreuth und Brandenburg-Ansbach zu, der sie maßgeblich prägte und der daher zweiter Namenspatron der Universität wurde. Er stellte die Universität auf eine breitere wirtschaftliche Basis.

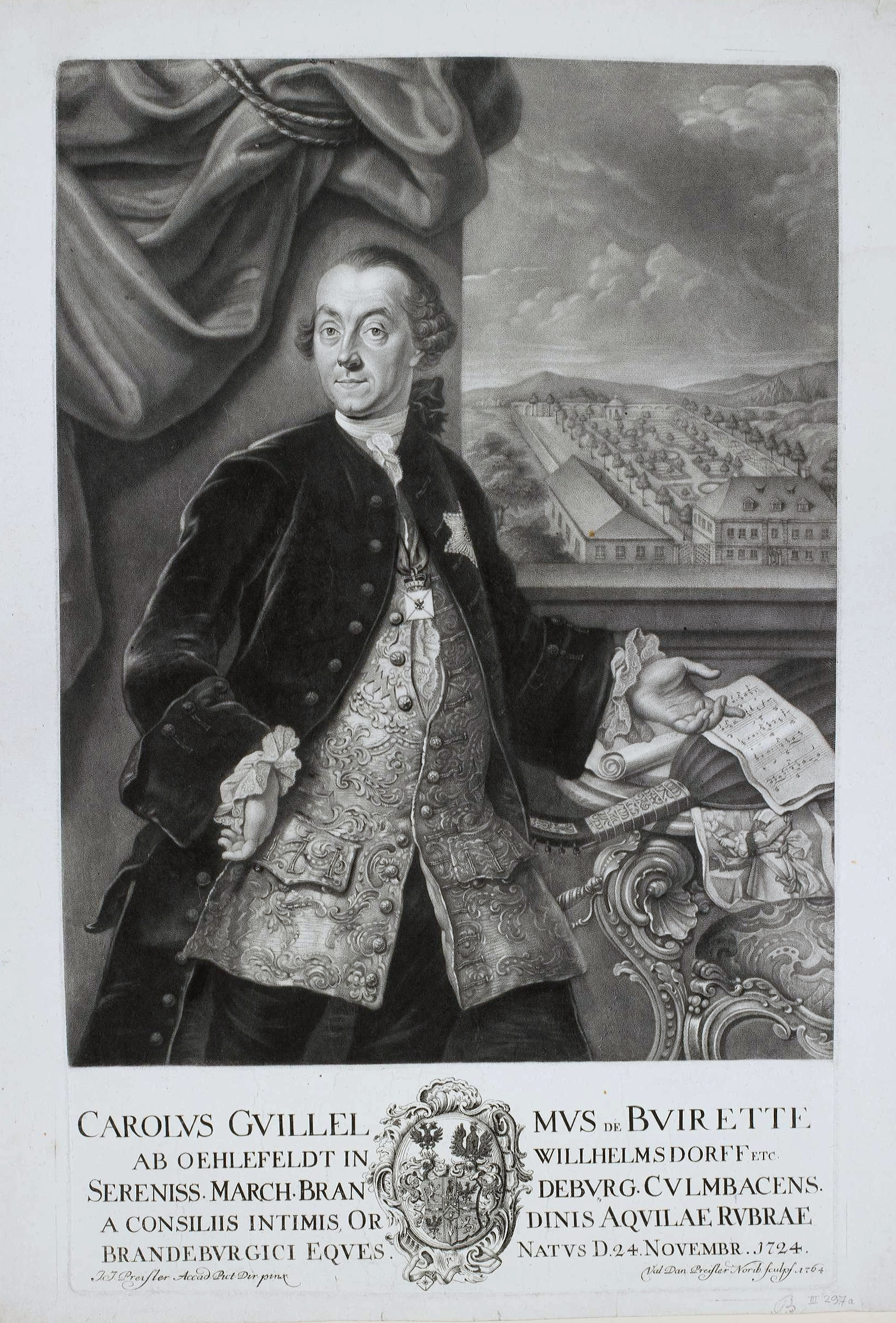
Karl Wilhelm Buirette von Oehlefeld, Mäzen der Universität

Der markgräflich ansbach-bayreuthische Geheime Rat und königlich preußische Minister am Fränkischen Kreis, Karl Wilhelm, Freiherr Buirette von Oehlefeld (1724–1782), Herr auf Rittergut Wilhelmsdorf, vermachte der Universität in seinem Testament eine Stiftung von über 20.000 Gulden. Da die Vereinbarungen dazu schon vorher mit dem Markgrafen getroffen wurden, verlieh dieser Buirette dafür den erwünschten hohen Orden, das Großkreuz des Roten Adlerordens.

### 19. Jahrhundert

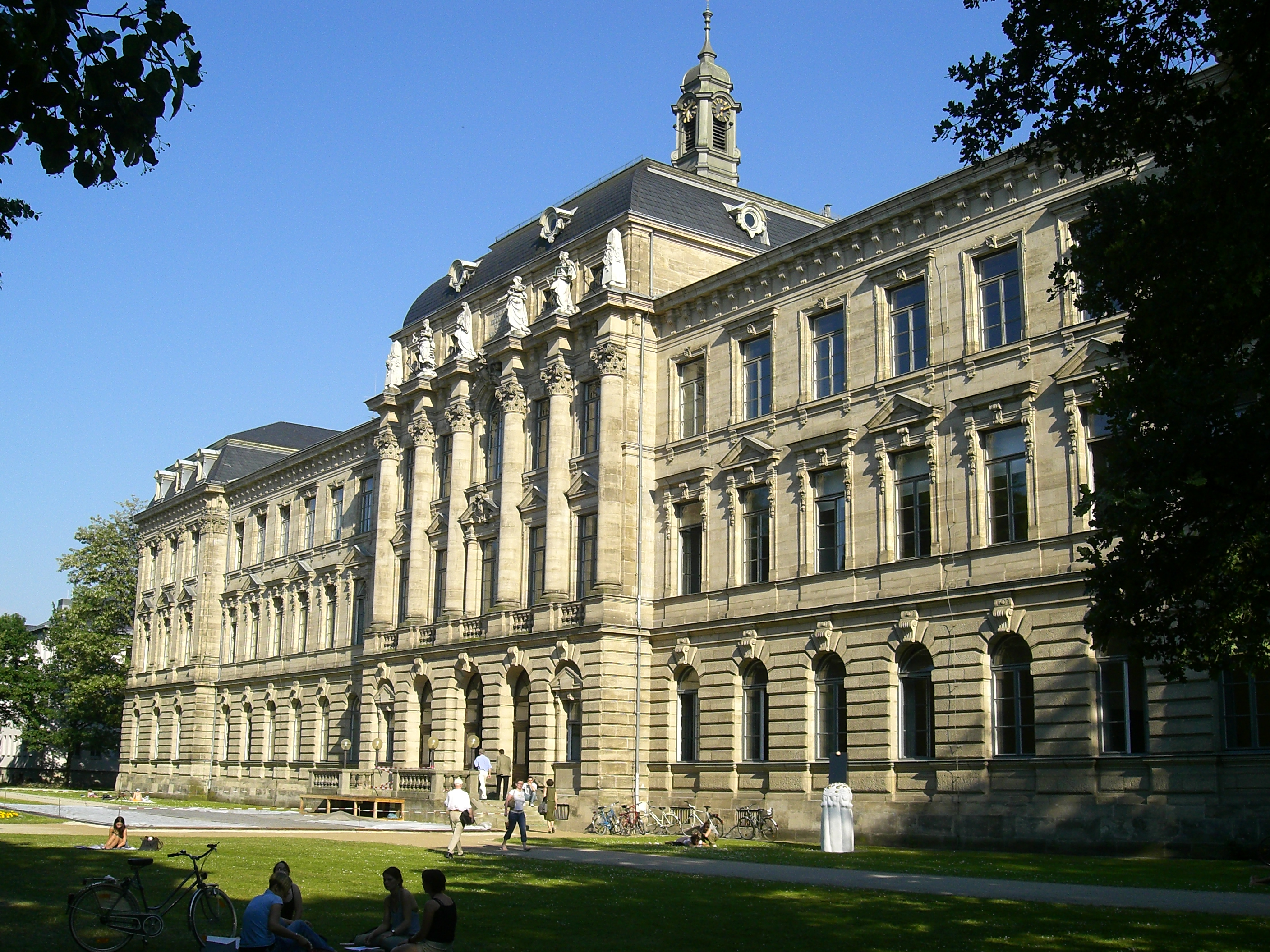
Kollegienhaus: Das neobarocke Bauwerk am Rande des Erlanger Schlossgartens wurde 1889 als Erweiterung der Universität errichtet und dient bis heute als Lehr- und Repräsentationsgebäude.

Nach dem Übergang Erlangens an Bayern im Jahr 1810 entging die Universität – anders als die Nürnberger Universität in Altdorf – nur deshalb der Schließung, weil sie die einzige zukünftige bayerische Landesuniversität sein würde, die eine lutherisch-theologische Fakultät besaß. Sie war somit für die Ausbildung von protestantischen Theologen im neuen Staat unerlässlich. Noch lange Zeit war die Universität lutherisch geprägt, verlor jedoch allmählich ihren ursprünglich lutherisch-konfessionellen Charakter. Auch heute hat die Friedrich-Alexander-Universität nur einen evangelisch-theologischen und keinen katholisch-theologischen Fachbereich. Eine Ausbildung im Fach Katholische Religionslehre für das Lehramt an Grund-, Haupt-, Real- und Berufsschulen, als Fach im erziehungswissenschaftlichen Studium sowie als Wahlfach für Wirtschaftspädagogen ist allerdings trotzdem möglich. Zu diesem Zweck bestehen am Standort Nürnberg vier Lehrstühle, die mittlerweile zur Philosophischen Fakultät gehören, der der Fachbereich Theologie angegliedert wurde. 1818 gelangte das markgräfliche Schloss in den Besitz der Universität.
Nach einer langen Phase mäßiger Entwicklung kam der Aufschwung der Erlanger Universität, wie bei den anderen deutschen Universitäten, zu Beginn der 1880er Jahre. In diesem Zusammenhang ist auch die Gründung des längst überfälligen Historischen Seminars im Auftrag des bayerischen Königs Maximilian II. durch den seit 1856 hier wirkenden Historiker Karl Hegel zu nennen, der die moderne Geschichtswissenschaft an der Universität Erlangen etablierte. Nachdem Hegel der Universität 1870/71 als Prorektor vorgestanden hatte, erfolgte 1872 die Seminargründung. Bis 1884 blieb Karl Hegel Vorstand des Seminars.

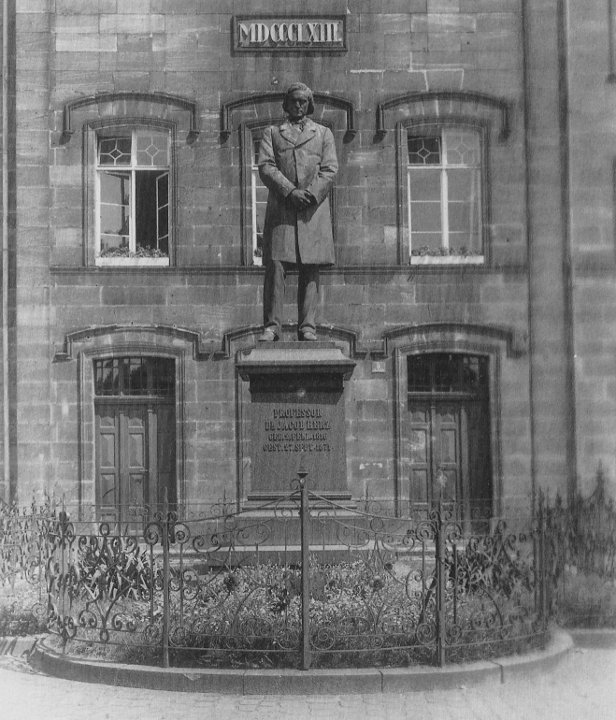
Jakob-Herz-Denkmal auf dem damaligen Luitpoldplatz, um 1900

Die Studentenzahlen stiegen in den 1880er Jahren von 374 am Ende des Wintersemesters 1869/70 auf 1000 im Jahr 1890. Lagen in den Anfangsjahren die Jurastudenten vorn, war zu Beginn der bayrischen Zeit die Theologische Fakultät am beliebtesten. Diese wurde erst 1890 von der Medizinischen Fakultät überholt. Die Zahl der ordentlichen Professoren stieg von 20 im Jahre 1796 auf 42 im Jahre 1900, von denen fast die Hälfte von der Philosophischen Fakultät angestellt waren, zu der auch die Naturwissenschaften zählten. Diese bildeten erst ab 1928 eine eigene Fakultät.
Mit Jakob Herz wurde 1863 erstmals in Bayern ein Jude Professor an einer Hochschule. Nach seinem Tod wurde ihm zu Ehren am 6. Mai 1875 ein Denkmal enthüllt. Die auf dem heutigen Hugenottenplatz aufgestellte doppeltlebensgroße Bronzestatue wurde nach der Machtübernahme durch die Nationalsozialisten entfernt und 1944 vermutlich zu Kriegszwecken eingeschmolzen.
1897 wurden die ersten Frauen zum Studium zugelassen, die erste Promotion einer Frau fand 1904 statt. Nach ihrem Gründer Markgraf Friedrich und nach ihrem Förderer Markgraf Alexander erhielt die Universität den Namen Friedrich-Alexander-Universität. Ab der zweiten Hälfte des 19. Jahrhunderts wurden an den Rändern des Schlossgartens mehrere größere Universitätsgebäude errichtet, so das Kollegienhaus sowie das Universitätskrankenhaus.

### 20. Jahrhundert
Etwa 75 % der Studenten der Universität meldeten sich während des Ersten Weltkrieges freiwillig oder wurden im Laufe der vier Kriegsjahre eingezogen. 384 Angehörige der Universität ließen ihr Leben im Krieg. In der Nachkriegszeit nahmen mit etwa 350 Teilnehmern viele der Studenten der Friedrich-Alexander-Universität im Freikorps Epp an der Niederschlagung der Münchner Räterepublik teil.
Infolge des Bayerischen Konkordats von 1924 mit der katholischen Kirche (siehe auch Staatskirchenvertrag) existieren bis heute mehrere katholische „Konkordatslehrstühle“ an der Universität. Im Jahre 1927 wurden die Naturwissenschaften aus der Philosophischen Fakultät in eine gemeinsame Naturwissenschaftliche Fakultät ausgegliedert.

#### Zeit des Nationalsozialismus

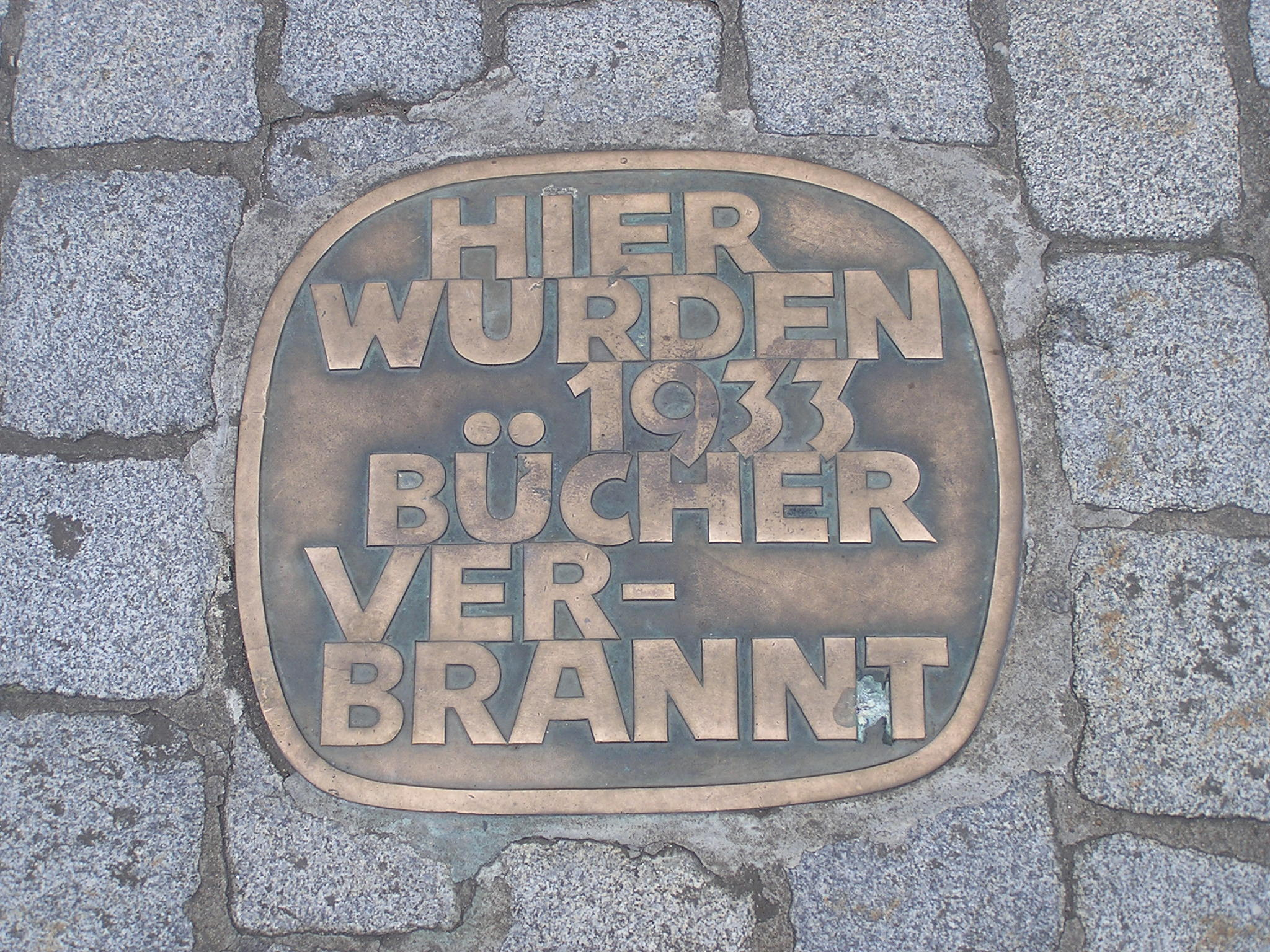
Eine Plakette auf dem Schlossplatz erinnert an die Bücherverbrennung 1933.

Bereits in den frühen 1920er Jahren hatte die nationalsozialistische Bewegung auf die Erlanger Universität übergegriffen. Seit 1922 bestand eine überwiegend von Studenten getragene Erlanger SA-Abteilung. Nach dem fehlgeschlagenen Hitlerputsch in München errang eine spontan gebildete Radikalvölkische Liste bei den Erlanger AStA-Wahlen am 20. November 1923 zwölf von 25 Sitzen und stellte den ersten Vorsitzenden Ludwig Franz Gengler. Am 24. September 1924 gründeten 120 studierende NSDAP-Mitglieder die Nationalsozialistische Studentengruppe Erlangen, die nach Genglers Wechsel an die Universität München aber zerfiel und erst 1928 als Hochschulgruppe des NSDStB wiedergegründet wurde.
Im Wintersemester 1928/29 errang der NSDStB acht Sitze. Bei den nachfolgenden Hochschulwahlen 1929 erreichte der NSDStB schließlich 14 Sitze, womit die Universität Erlangen als erste deutsche Hochschule ein mehrheitlich von Nationalsozialisten beherrschtes Studentenparlament erhielt. Mit rund 200 Mitgliedern hatte die Erlanger Hochschulgruppe um 1930 eine besondere Größe erreicht und gehörte zu den innerparteilichen Widersachern Baldur von Schirachs um den ehemaligen Erlanger Hochschulgruppenführer Reinhard Sunkel. Nach dem Ausschluss Sunkels und seiner Anhänger aus dem NSDStB kandidierte bei den Hochschulwahlen im November 1931 in Erlangen in Konkurrenz zum Studentenbund auch eine NS-Splittergruppe Revolutionäre Studenten, die einen Sitz im Studentenparlament erhielt.
Von der 1933 einsetzenden „Säuberung“ der deutschen Hochschulen war die Universität Erlangen in geringerem Maße betroffen als die meisten anderen Universitäten. Von 121 Angehörigen des Lehrkörpers im Wintersemester 1932/33 wurden 9 Personen (7,4 Prozent) vertrieben. 162 ehemaligen Studierenden wurde – zumeist im Jahr 1939 – die Doktorwürde aberkannt (beispielhaft seien der jüdische Arzt Ernst Alfred Seckendorf, sowie der Jurist und monarchistisch gesinnte katholische Widerstandskämpfer Adolf von Harnier genannt). Nach dem Krieg leugnete die Universität dies jedoch, und erst in den 1990er Jahren begann die Aufarbeitung dieses Kapitels.

#### Nachkriegszeit
Die Weltkriege überstand die Universität in ihrer Bausubstanz vergleichsweise unbeschadet. Die von der amerikanischen Besatzungsmacht betriebene Entnazifizierung führte nach Kriegsende zur Amtsenthebung zahlreicher Hochschullehrer. Diese wurden u. a. durch Professoren aus den ehemaligen Ostgebieten ersetzt, was zu einem Wechsel von einem überwiegend protestantischen Lehrkörper zu einem mehrheitlich katholischen führte. Nach dem Zweiten Weltkrieg wurden einige Fakultäten der Universität im Januar 1946 wiedereröffnet und der Lehrbetrieb wurde nach und nach aufgebaut.
Die Nachkriegszeit führte zu einer weiteren Expansion, nicht nur der Studentenzahlen, sondern auch der Lehrstühle. Vor allem die Zusammenarbeit mit den neu nach Erlangen zugezogenen Teilen der Siemens AG gab dem weiteren Ausbau entscheidende Impulse und führte u. a. zum Bau des Südgeländes für die technischen und naturwissenschaftlichen Fakultäten. 1961 erfolgte die Eingliederung der 1919 gegründeten Hochschule für Wirtschafts- und Sozialwissenschaften Nürnberg als eigener Fakultät, womit die FAU ihren zweiten großen Standort gewann. Seitdem trägt sie den Namen „Erlangen-Nürnberg“. Die Studentenrevolte der 1960er Jahre kam mit leichter Verspätung und deutlich abgeschwächt nach Erlangen. 1966 wurde eine Technische Fakultät eingerichtet. Ein neuer Universitätskomplex im Süden Erlangens wurde gebaut, der heute die Ingenieurwissenschaften, Informatik, die anorganische Chemie und eine zusätzliche Mensa in einem, für die Zeit typischen, betondominierten Komplex vereinigt. Die Friedrich-Alexander-Universität war damit eine der ersten klassisch geprägten Universitäten, die ihr Fachspektrum um eine Technische Fakultät ergänzte. 1972 folgte die Eingliederung der Pädagogischen Hochschule Nürnberg.
1982 erhielt das Universitätsklinikum Erlangen überregionale Aufmerksamkeit mit der Geburt des ersten Retortenbabys in Deutschland. Zehn Jahre später gab es eine bundesweite Diskussion um das Erlanger Baby, das am Erlanger Klinikum durch Lebenserhaltungsmaßnahmen an der seit einem Unfall hirntoten Mutter gerettet werden sollte.
Seit 1999 wird ein Teil des neuen Erlanger Stadtteils „Röthelheimpark“ durch die Universität genutzt („Röthelheim-Campus“). Es handelt sich um die Alte Artilleriekaserne, die 1900 errichtet und etwas später um einige Gebäude erweitert wurde.

### 21. Jahrhundert

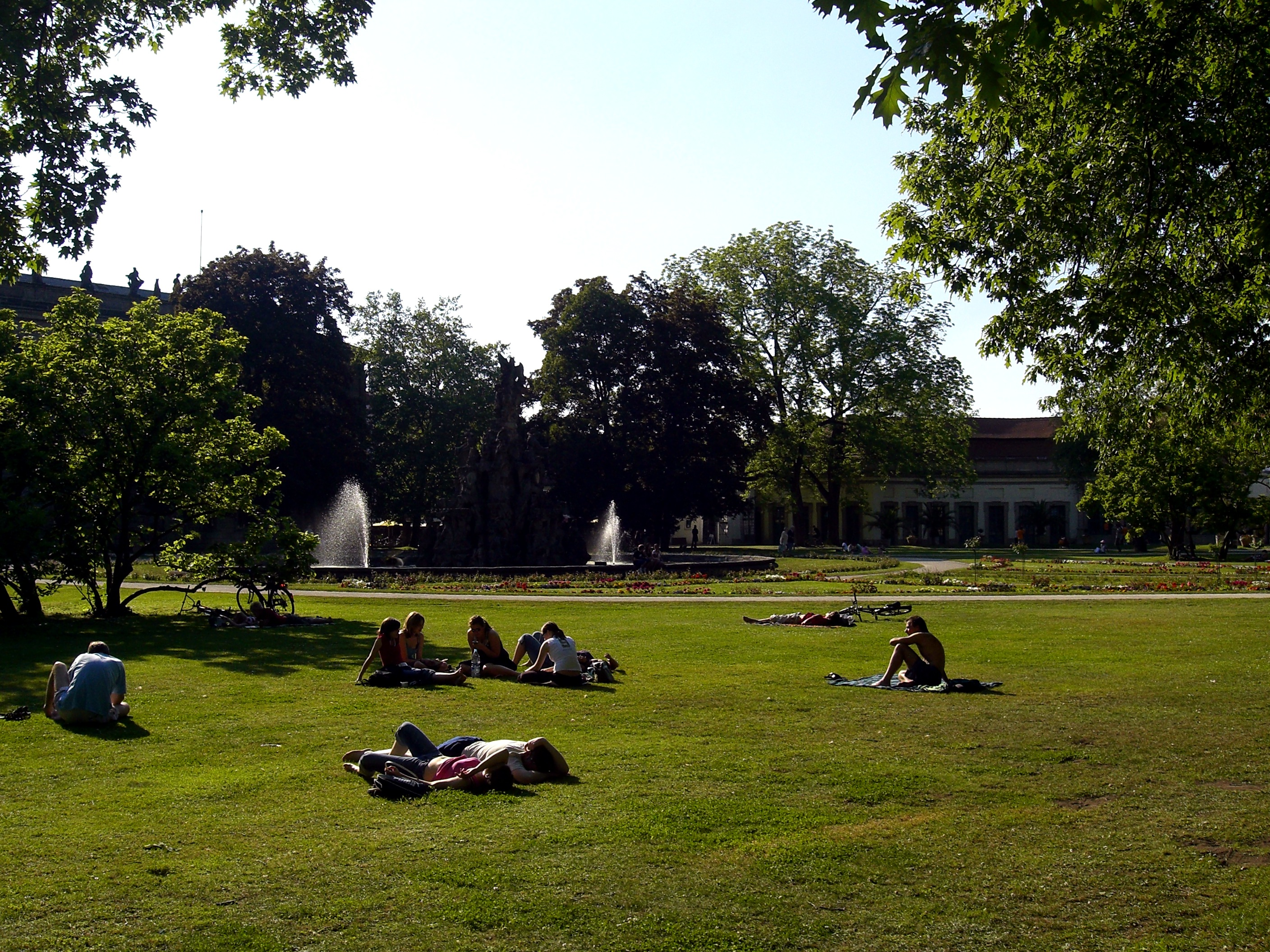
Schlossgarten: Die Parkanlage ist Teil der Universität und wird mit ihren ausgedehnten Rasenflächen und aufgrund der zentralen Lage häufig von Studenten genutzt; außerdem ist er Veranstaltungsort des alljährlichen Schlossgartenfestes.

2004 fiel der Beschluss, in Fürth das Zentralinstitut für Neue Materialien und Prozesstechnik (ZMP) zu gründen, womit Fürth zur „Wissenschaftsstadt“ und einem weiteren regionalen Standort der Friedrich-Alexander-Universität wurde. Im Juli 2005 wurde ein Neubau für den Lehrstuhl für Kristallographie und Strukturphysik für 5,8 Millionen Euro eingeweiht. Am 14. Juli 2006 wurde das neu gegründete Zentralinstitut für Angewandte Ethik und Wissenschaftskommunikation (ZIEW) eingeweiht.
Noch 2007 gliederte sich die FAU in elf Fakultäten (sortiert nach Gründungsreihenfolge):
die Theologische Fakultät, die Juristische Fakultät, die Medizinische Fakultät, dann die zwei Philosophischen Fakultäten I (Philosophie, Geschichte und Sozialwissenschaften) und II (Sprach- und Literaturwissenschaften), drei Naturwissenschaftliche Fakultäten, darunter I (Mathematik und Physik), II (Biologie, Chemie und Pharmazie) und III (Geographie, Geologie, Mineralogie, Paläontologie), sowie die Wirtschafts- und Sozialwissenschaftliche Fakultät in Nürnberg (die ehemalige Hochschule für Wirtschafts- und Sozialwissenschaften Nürnberg, 1919 gegründet und 1961 eingegliedert), die Technische Fakultät (1966) und schließlich die Erziehungswissenschaftliche Fakultät (1972) in Nürnberg. Im Jahr 2007 wurde die Universität im Rahmen einer Strukturreform neu gegliedert: aus den bisherigen Fakultäten wurden fünf neue Großfakultäten gebildet. Drei Fakultäten verloren dabei ihre Selbstständigkeit und wurden zu Fachbereichen innerhalb der neuen Fakultäten, darunter die Theologische, die Erziehungswissenschaftliche sowie die Wirtschaft- und Sozialwissenschaftliche Fakultät (letztere beide in Nürnberg gelegen). Die Theologie ist heute ein selbstständiger Fachbereich innerhalb der Philosophischen Fakultät.
Seit 2008 hat die Universität Anteil am Bayerischen Zentrum für Politische Theorie (BAYPOL), mit dessen Erlanger Sitz die FAU ein weiteres „Forschungs- und Kompetenzzentrum“ erhielt. Im Jahr 2009 wurde am Institut für Politische Wissenschaft ein Lehrstuhl für Menschenrechte („Lehrstuhl für Menschenrechte und Menschenrechtspolitik“) eingerichtet, womit die FAU zu Forschung und Lehre auf diesem bedeutsamen, akademisch aber eher schwach institutionalisierten Gebiet beiträgt.

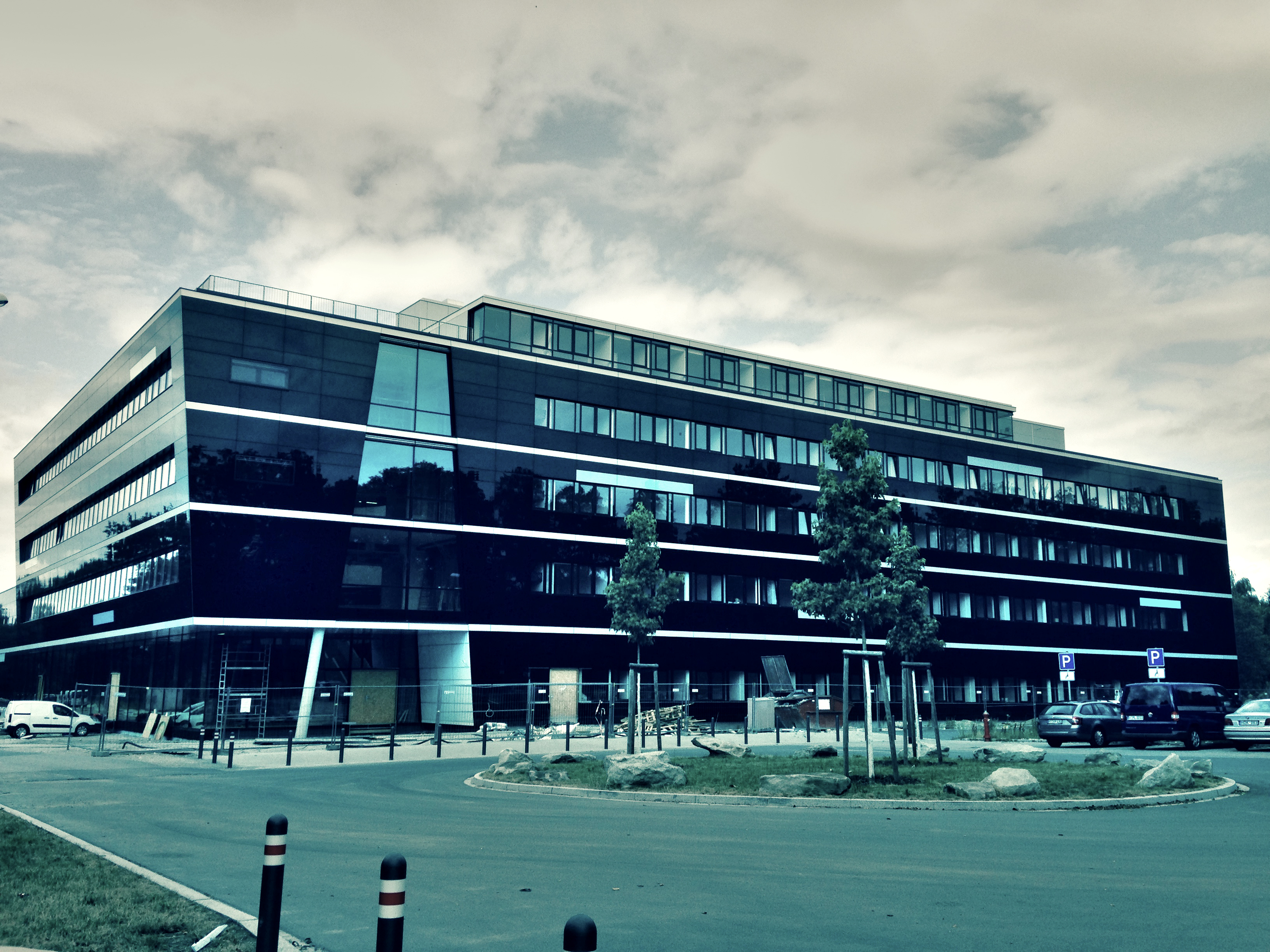
Max-Planck-Institut für die Physik des Lichts in Erlangen

2009 ging das neue Max-Planck-Institut für die Physik des Lichts in Erlangen aus dem 2004 an der Universität zu diesem Zweck gegründeten Max-Planck-Forschungsgruppe für Optik, Information und Photonik hervor. Es war seitdem Gastgeber einer Vielzahl von Max-Planck-Nachwuchsforschungsgruppen und Alexander-von-Humboldt-Stipendiaten und, mit der Technischen Fakultät, beteiligt an den zwei Institutionen der Exzellenzinitiative, die 2004 an der Universität Erlangen-Nürnberg eingerichtet wurden.
Im April 2011 gab sich die Universität ein neues Logo, um das gebräuchliche Kürzel „FAU“ als Markenzeichen zu etablieren und eine Corporate Identity aufzubauen. Das traditionsreiche Siegel, das die beiden Gründer der Universität abbildet, soll fortan nur noch in besonderem Zusammenhang, beispielsweise auf Urkunden o. ä., Verwendung finden. Die Gestaltung des neuen Logos war von Anfang an Gegenstand heftiger Kritik aus verschiedenen Richtungen, von studentischer Seite reagierte man u. a. mit satirischen Abwandlungen, die teils die als zu stark empfundene Ähnlichkeit mit anderen bekannten Markenzeichen thematisierten. Außerdem wurde kritisiert, dass die Universitätsangehörigen – Studenten wie Mitarbeiter – von diesem für die Identität der Universität wichtigen Prozess nicht in ausreichenden Maße in Kenntnis gesetzt sowie nicht daran beteiligt wurden.
Im Zuge des bundesweiten deutlichen Ansteigens der Studentenzahlen zum Wintersemester 2011 gehört die Universität Erlangen-Nürnberg seit diesem Jahr erstmals zu den zwölf größten Universitäten Deutschlands.
Ab 2012 bündelt die Graduiertenschule „Erlangen Graduate School in Advanced Optical Technologies“ interdisziplinär die Bereiche Optik und Photonik in den Natur- und Ingenieurwissenschaften, am MPI für die Physik des Lichts, den Erlanger Fraunhofer-Instituten und im Erlanger Forschungsschwerpunkt der Medizinforschung.
Dem allgemeinen Trend entsprechend legt die Hochschulleitung seit einigen Jahren gesteigerten Wert auf den Ausbau der so genannten MINT-Fächer, worunter nach Auffassung mancher vor allem die personelle und finanzielle Ausstattung der Philosophischen Fakultät zu leiden habe.

#### Ausbau in Erlangen
Zur Mitte des Jahres 2013 traten an verschiedenen Gebäuden der Friedrich-Alexander-Universität, insbesondere in der Innenstadt, gehäuft altersbedingte bauliche Mängel zu Tage. Diese sind nach Meinung der Hochschulleitung auf jahrelang zu niedrig ausgefallene Investitionen in den Erhalt der Bausubstanz seitens der Staatsregierung zurückzuführen: So habe man beispielsweise für notwendige Reparaturen und Sanierungsmaßnahmen an den Bauten der Philosophischen Fakultät zuletzt (2012) nur rund ein Sechstel der benötigten Geldsumme (5 von ca. 33 Millionen Euro) erhalten. Auch Gebäude anderer Fakultäten sind sanierungsbedürftig, so beispielsweise die Organische Chemie oder Einrichtungen am Südgelände der FAU. Die Folge dieser jahrelangen Verschleppung notwendiger Baumaßnahmen ist eine zunehmende Verschlechterung des Erhaltungszustands zahlreicher Liegenschaften der Universität. In einem Seminargebäude der Philosophischen Fakultät beispielsweise waren Anfang Juli 2013 größere Teile der Deckenverkleidung auf darunter liegende Arbeitsplätze gestürzt.

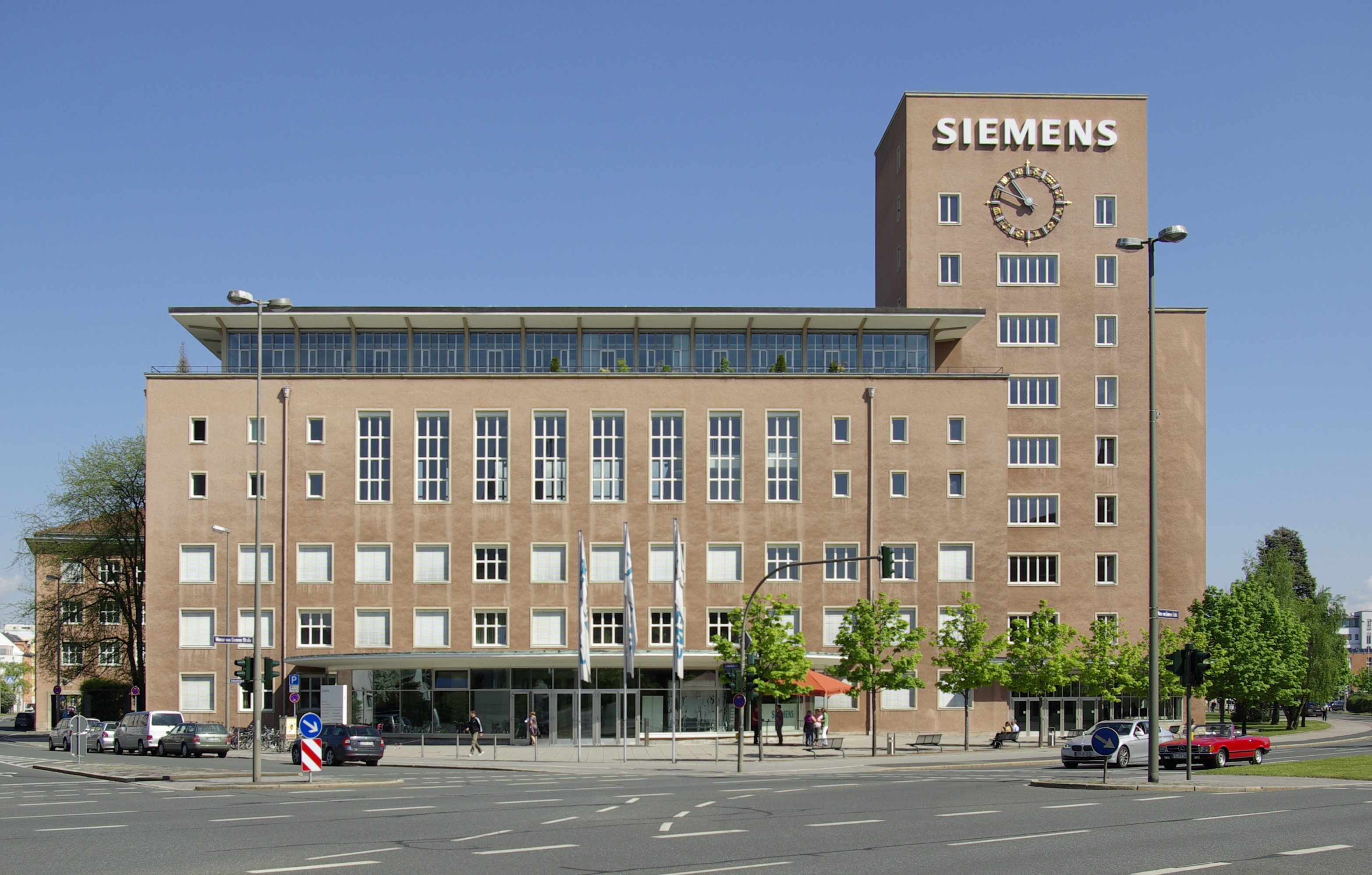
Der „Himbeerpalast“, das ehemalige Siemens-Hauptverwaltungsgebäude in Erlangen

Nicht zuletzt auf Grund des nach wie vor schlechten Erhaltungszustands der innerstädtischen Liegenschaften der FAU und des im Laufe der letzten Jahrzehnte entstandenen Platzmangels planen Universitätsleitung und bayerische Staatsregierung mittel- bis langfristig die vollständige Verlegung und Zusammenführung der Philosophischen Fakultät (mit ihren in Nürnberg gelegenen Einrichtungen) in noch zu erwerbenden Gebäuden der Firma Siemens in der Erlanger Innenstadt. Insbesondere das mittlerweile denkmalgeschützte Hauptverwaltungsgebäude des Konzerns in Erlangen, der sogenannte „Himbeerpalast“, steht in diesem Zusammenhang im Zentrum der Aufmerksamkeit. Das Bürogebäude mit insgesamt 46.000 m² Nutzungsfläche würde sich hierfür anbieten, da zusammen mit den in Nürnberg angesiedelten Erziehungswissenschaften schätzungsweise rund 40.000 m² Raumfläche benötigt würden. Außerdem könne dort als Ersatz für die zahlreichen kleinen Bibliotheken eine zentrale geisteswissenschaftliche Bibliothek entstehen. Im September 2014 stellte der bayerische Kultusminister Ludwig Spaenle zusammen mit Finanzminister Markus Söder sowie Innen- und Bauminister Joachim Herrmann ein neues Standortkonzept für die Universität vor. Darin war die Verlegung der philosophischen Fakultät und der Erziehungswissenschaften sowie die Einrichtung einer zentralen geisteswissenschaftlichen Bibliothek im Himbeerpalast festgeschrieben.
Dieses Standortkonzept wurde im Mai 2017 dahingehend korrigiert, dass die Erziehungswissenschaften in Nürnberg verbleiben sollen; die übrigen Einrichtungen der philosophischen Fakultät sollen dennoch bis 2023 in den Himbeerpalast umziehen. Hintergrund dafür war die Ankündigung, dass in Nürnberg bis 2030 eine eigene Technische Universität entstehen und die technische Fakultät der FAU daher insgesamt in Erlangen verbleiben solle. Am 3. Juli 2018 schließlich beschloss das bayerische Kabinett bei einer Sitzung in Nürnberg ein Investitionspaket von insgesamt 1,5 Milliarden Euro für die Universität Erlangen, laut Ministerpräsident Markus Söder verteilt auf 30 Jahre. Von diesen Geldern soll unter anderem der Himbeerpalast angekauft und für die Zwecke des angedachten geisteswissenschaftlichen Zentrums umgebaut werden. Dazu sind neben der Renovierung des Gebäudebestands auch der Neubau einer zentralen geisteswissenschaftlichen Bibliothek im Innenhof sowie ein weiterer Neubau in unmittelbarer Nähe des Himbeerpalastes erforderlich. Zudem soll das alte Chemikum an der Henkestraße zu einem Hörsaalgebäude der philosophischen Fakultät umgebaut werden. Die bisherigen Gebäude der philosophischen Fakultät im Norden Erlangens sollen bis auf das Juridicum abgerissen werden und Platz für Standorte des nahen Universitätsklinikums und der Medizinischen Fakultät machen. Spätestens am 13. September 2018 wurde der Kauf durch den Freistaat Bayern vollzogen. Renovierung und Umbau des Gebäudes für die Zwecke der Philosophischen Fakultät sollen nach derzeitiger Planung ab 2021 erfolgen, der Umzug ist für 2026/27  angesetzt. Als begrenzender Faktor dieser Planungen ist die seitens der zuständigen Behörden festgelegte Restnutzungszeit der Liegenschaften der FAU in der Kochstraße zu sehen, die ebenfalls im Jahr 2023 endete. Begleitend zum Umzug der Philosophischen Fakultät an die Werner-von-Siemens-Straße in Erlangen ist der Neubau eines zentralen Hörsaalgebäudes in der Henkestraße angedacht.
Zusätzlich wurden im Jahr 2023 Flächen auf dem Siemens Campus Erlangen durch den Freistaat Bayern erworben. Die erste Nutzung der Bestandsgebäude auf diesen Flächen erfolgte durch die zentrale Universitätsverwaltung und -leitung der FAU ab Ende 2024. Ein Umzug wurde erforderlich, da eine Sanierung des Erlanger Schlosses geplant ist und während dieser Zeit das Gebäude nicht zur Verfügung steht. Außerdem wurde diese Gelegenheit genutzt die Verwaltung zukünftig in einem gemeinsamen Gebäude zu vereinen. Zuvor war sie auf mehrere Standorte in Erlangen verteilt.

#### Ausbau in Nürnberg
Der im Nürnberger Süden angesiedelte Campus der Philosophischen Fakultät für die Lehrkräftebildung der FAU (1972 bis 2007 „Erziehungswissenschaftliche Fakultät“, seither „Campus Regensburger Straße“) wird bis 2026 nach rund 60-jähriger Nutzung aufgegeben. Am Nürnberger Standort der Fakultät sind sowohl die erziehungswissenschaftlichen Fächer als auch an der Lehrkräftebildung beteiligte geistes- und sozialwissenschaftliche Fachwissenschaften angesiedelt. Im Jahr 2020 hat die Bayerische Staatsregierung entschieden, dass die FAU hierfür einen Neubau im Norden der Stadt erhalten soll, welcher zur Beschleunigung des Vorhabens in Form eines ÖPP-Projekts verwirklicht wird. Die Ausschreibung des Bestellbaus erfolgte 2021, das Verfahren ist mittlerweile abgeschlossen. Der neue Gebäudekomplex sollte zunächst für mindestens 20 Jahre angemietet werden. Nach dieser Zeit hätte der Freistaat eine Ankaufoption gehabt. Mit der Fertigstellung und Übergabe des neuen Campus rechnete die Universität im Jahr 2026. Der Neubau war an der Kreuzung Bucher Straße/Nordring im Norden Nürnbergs geplant und sollte für ca. 400 Mitarbeitende und bis zu 3.000 Studierende Platz bieten. Das Areal ist seit vielen Jahren eine Industriebrache und sollte mit einer „campusartigen Grünfläche“ entsiegelt werden. Im Jahr 2024 scheiterten die Pläne aufgrund der Insolvenz eines Projektpartners.

## Erlanger Schulen und „Erlanger Programm“
Erlanger Schule ist ein Ausdruck für verschiedene akademische Schulen an der Erlanger Universität und über diese hinaus. So ist die Erlanger Theologie bereits im 19. Jahrhundert eine bekannte Bewegung erweckungsbewegter Laien und Theologen, etwa um Christian Krafft und Karl Georg von Raumer.
Der Mathematiker Felix Klein, Schwiegersohn des Historikers und Begründers des Historischen Seminars im Auftrag des Bayerischen Königs Maximilian II. an der Erlanger Universität Karl Hegel, entwickelte in seiner Antrittsvorlesung 1872 ein mathematisch-geometrisches Konzept, das Erlanger Programm genannt wurde.
Die philosophische Schule des 20. Jahrhunderts um die Konstruktivisten Paul Lorenzen und Wilhelm Kamlah wird Erlanger Konstruktivismus oder Konstruktivismus der „Erlanger Schule“ genannt. Die Erlanger Schule der Informationspsychologie (20. Jahrhundert) befasst sich mit Arbeiten auf dem Gebiet der Intelligenzforschung.

## Auszeichnungen und Preise

### Exzellenzinitiative
Im Rahmen der Exzellenzinitiative des Bundes und der Länder wurden zwei Einrichtungen an der FAU gefördert: Von 2006 bis 2019 erhielt die Graduiertenschule Erlangen Graduate School in Advanced Optical Technologies circa 18,5 Millionen Euro. Das Exzellenzcluster Engineering of Advanced Materials wurde von 2007 bis 2019 mit mehr als 70 Millionen Euro gefördert.

### Humboldt-Professuren
Jährlich verleiht die Alexander-von-Humboldt-Stiftung die mit bis zu 5 Mio. Euro höchstdotierten internationalen Forschungspreise in Deutschland. An der FAU sind acht Humboldt-Professorinnen und -Professoren mit einer Humboldt-Professur berufen worden (Stand 2022). Von 2011 bis 2013 wurden drei Jahre in Folge internationale Professoren mit diesem Preis an die Universität Erlangen-Nürnberg berufen. 2011 wurde Vahid Sandoghdar eine Alexander-von-Humboldt-Professur verliehen. Er war zuvor Professor an der ETH Zürich und arbeitet im Bereich der Nanooptik. Er ist gleichzeitig Managing Director des Erlanger Max-Planck-Instituts für die Physik des Lichts. 2012 erhielt den Preis Robert Schober für seine Forschung im Bereich der Nachrichtentechnik und der drahtlosen Kommunikation. Der Quantenoptiker Oskar Painter wurde 2013 mit der Humboldt-Professur ausgezeichnet.
Seit 2018 ist jedes Jahr der von der FAU nominierte Professor durch die Stiftung ausgezeichnet worden. Die Sprachwissenschaftlerin Ewa Dabrowska erhielt den Preis 2018. Sie forscht zu kognitiver Linguistik und baut aktuell ein Linguistics Lab an der FAU auf. 2019 folgte der Mathematiker Enrique Zuazua, der am Department of Data Science im Bereich partielle Differentialgleichungen und Kontrolltheorie forscht. Mit der Humboldt-Professur 2020 wurde Kristian Franze ausgezeichnet, der die Mechanik des Nervensystems untersucht. Er gehört als Gruppenleiter gleichzeitig dem Max-Planck-Zentrum für Physik und Medizin an, das die FAU zusammen mit dem Universitätsklinikum Erlangen und dem Max-Planck-Institut für die Physik des Lichts gegründet hat. Im darauffolgenden Jahr nahm Andrea Bréard, Mathematikerin und Sinologin, die Humboldt-Professur an. Im Jahr 2022 folgte Vincent Müller, der zu Ethik und Philosophie der Künstlichen Intelligenz forscht.

### Weitere Auszeichnungen
Die Deutsche Krebshilfe fördert das Comprehensive Cancer Center Erlangen (Tumorzentrum) mit fränkischen Kooperationspartnern als Onkologisches Spitzenzentrum über drei Jahre mit insgesamt drei Millionen Euro Spendengeldern. Das Universitätsklinikum Erlangen und die Klinikum Bayreuth GmbH sowie die Sozialstiftung Bamberg bilden gemeinsam das fränkische Comprehensive Cancer Center der Europäischen Metropolregion Nürnberg (CCC Erlangen – EMN).
Die Universität wurde im Reuters Ranking 2018 und 2019 als innovativste Universität Deutschlands ausgezeichnet und belegte im europaweiten Vergleich den zweiten Platz.

## Veranstaltungen

### Schlossgartenfest

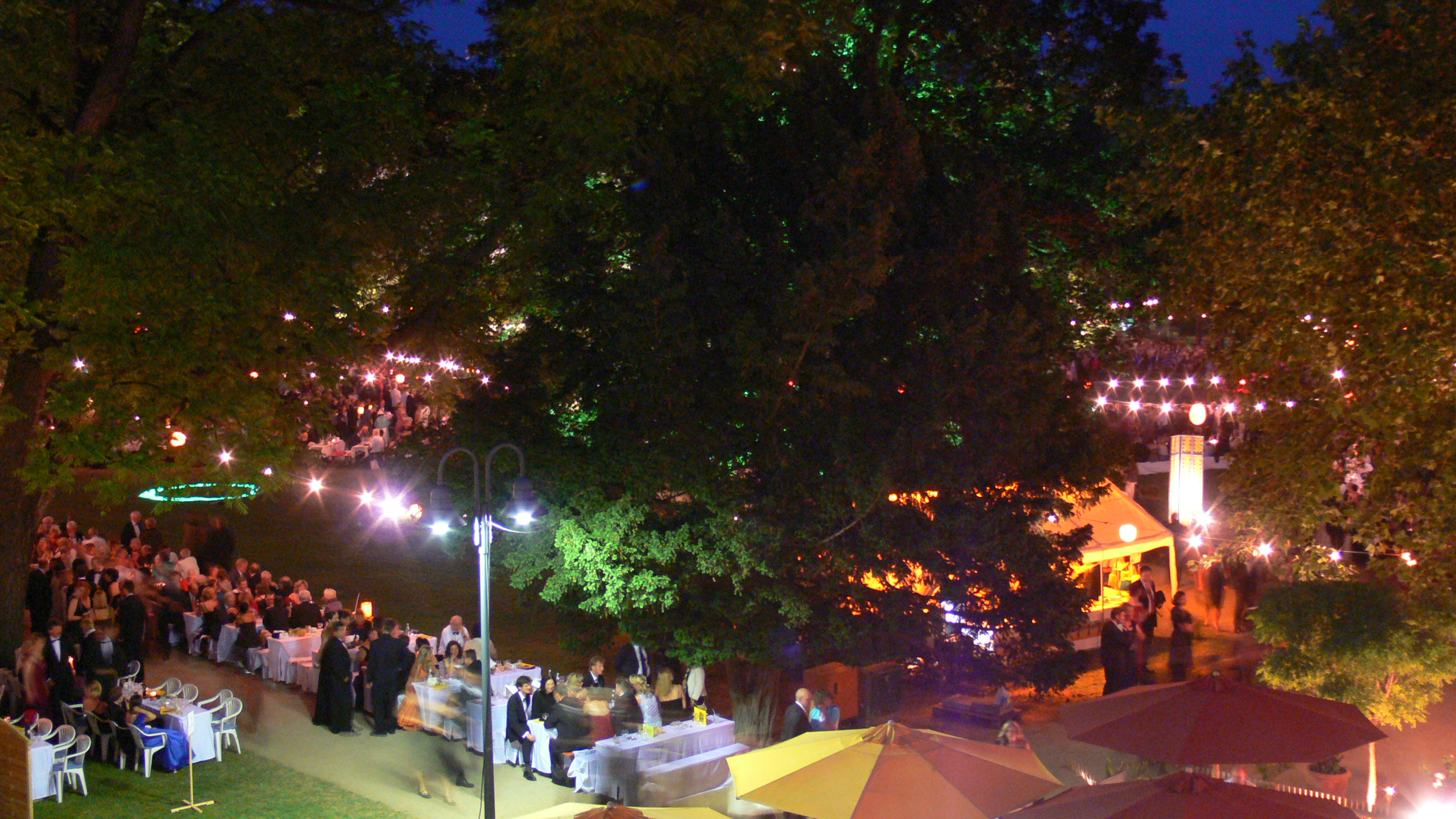
Blick auf das Schlossgartenfest bei Nacht

Die Universität hält seit 1951 alljährlich im Juni/Juli das so genannte Schlossgartenfest ab. Das Fest gilt im akademischen Jahreskalender Bayerns als gesellschaftlicher Höhepunkt. Mit rund 6.000 Teilnehmern ist es eines der größten Gartenfeste Europas.
Der im Zentrum Erlangens liegende Schlossgarten wird im Zuge der Vorbereitungen zu einem großen „Ballsaal“ unter freiem Himmel umgestaltet. Neben mehreren Tanzflächen muss für die Beleuchtung mit Lichterketten, die Musikbeschallung, Sitzgelegenheiten und die Bewirtung der Gäste gesorgt werden. Zum Ambiente tragen auch jährlich wechselnde Lichtobjekte sowie die farbige Illumination der umliegenden Gebäude bei. Diese werden jährlich neu von Design-Studenten der Hochschule Coburg geschaffen.
Nach Einbruch der Dunkelheit wurde in der Vergangenheit ein Barock- und Hochfeuerwerk mit musikalischer Untermalung gezündet. Im Jahr 2022 fand statt eines Feuerwerks erstmalig eine Laser-Show statt. Am darauffolgenden Sonntag fand seit 1974 ein sog. Bürgerfrühschoppen statt. Während der Veranstaltung treffen sich neben Studenten und Professoren der Universität vor allem auch die wirtschaftliche und politische Prominenz Bayerns. Das erste Schlossgartenfest fand unter dem Rektorat von Rudolf Pohle statt. Im Jahr 1969 musste es wegen der Studentenunruhen, 1966, 1980 und 2000 wegen anhaltend schlechten Wetters sowie 2020 und 2021 wegen der COVID-19-Pandemie ausfallen.

### Winterball
Viele Jahre fand im Januar in der Nürnberger Meistersingerhalle der Winterball der Universität statt, zum letzten Mal im Januar 2019. Wie das Schlossgartenfest, wurde dieser nicht nur von Studenten und Professoren besucht, sondern auch von vielen Prominenten. Mit etwa 2000 Gästen war es aber die deutlich kleinere Veranstaltung der FAU.

## Persönlichkeiten
An der FAU haben zahlreiche bekannte und historisch bedeutsame Persönlichkeiten studiert oder gelehrt, darunter:
- Andreas Ernst Etlinger (1756–1785), Arzt und Botaniker. Pflanzengattung Etlingera wurde nach ihm benannt.
- Johann Christian von Schreber (1739–1810), Professor für Arzneikunde und Botanik, Gründer und Direktor des Botanischen Gartens am Nürnberger Tor
- Johann Georg Meusel (1743–1820), Historiker
- Johann Gottlieb Fichte (1762–1814), wichtiger Vertreter des Deutschen Idealismus
- Friedrich Wilhelm Schelling (1775–1854), wichtiger Vertreter des Deutschen Idealismus
- Benjamin Constant (1767–1830), Schriftsteller und liberaler Staatstheoretiker
- Friedrich Rückert (1788–1866), Professor für orientalische Sprachen, Dichter
- Georg Simon Ohm (1789–1854), Physiker, nach dem die SI-Einheit Ohm (Ω) benannt ist.
- Johann Friedrich Hunger (1800–1837), Professor für Rechtswissenschaften
- Friedrich Julius Stahl (1802–1861), Rechtsphilosoph und konservativer Politiker
- Justus von Liebig (1803–1873), Chemiker, Begründer der Organischen Chemie
- Ludwig Andreas Feuerbach (1804–1872), Philosoph und Religionskritiker
- Karl Hegel (1813–1901), Historiker, Begründer des Historischen Seminars an der FAU im Auftrag des bayerischen Königs, Prorektor 1870/71
- Jakob Herz (1816–1871), Arzt und erster jüdischer Professor in Bayern
- Felix Klein (1849–1925), entwickelte das mathematische Erlanger Programm.
- Emil Fischer (1852–1919), Chemiker, Nobelpreis für Chemie 1902
- Eduard Buchner (1860–1917), Chemiker, Nobelpreis für Chemie 1907
- Arthur Harden (1865–1940), Chemiker, Nobelpreis für Chemie 1929
- Hans Geiger (1882–1945), Physiker, Erfinder des Geigerzählers
- Margarete Meseritz-Edelheim (1891–1975), Juristin und Politikerin
- Walter Christaller (1893–1969), Geograph und Begründer der Theorie der zentralen Orte
- Ludwig Erhard (1897–1977), Bundeswirtschaftsminister, Bundeskanzler, Absolvent der Handelshochschule Nürnberg
- Arnold Zeiß (1928–2020), Professor für Paläontologie
- Berthold Maria Schenk Graf von Stauffenberg (* 1934), Sohn von Claus Schenk Graf von Stauffenberg
- Harald zur Hausen (1936–2023), Arzt, Nobelpreis für Physiologie oder Medizin 2008
- Naser Sahiti (* 1966), Rektor der Universität Prishtina (2020–2022)
- Abdallah Saleh Possi (* 1979), Medizintechnik (nicht abgeschlossen), Diplomat
- Eric Bach, Senior Vice President Product and Chief Engineer, Lucid Motors[74]

## Einrichtungen

Logo der Universitätsklinik

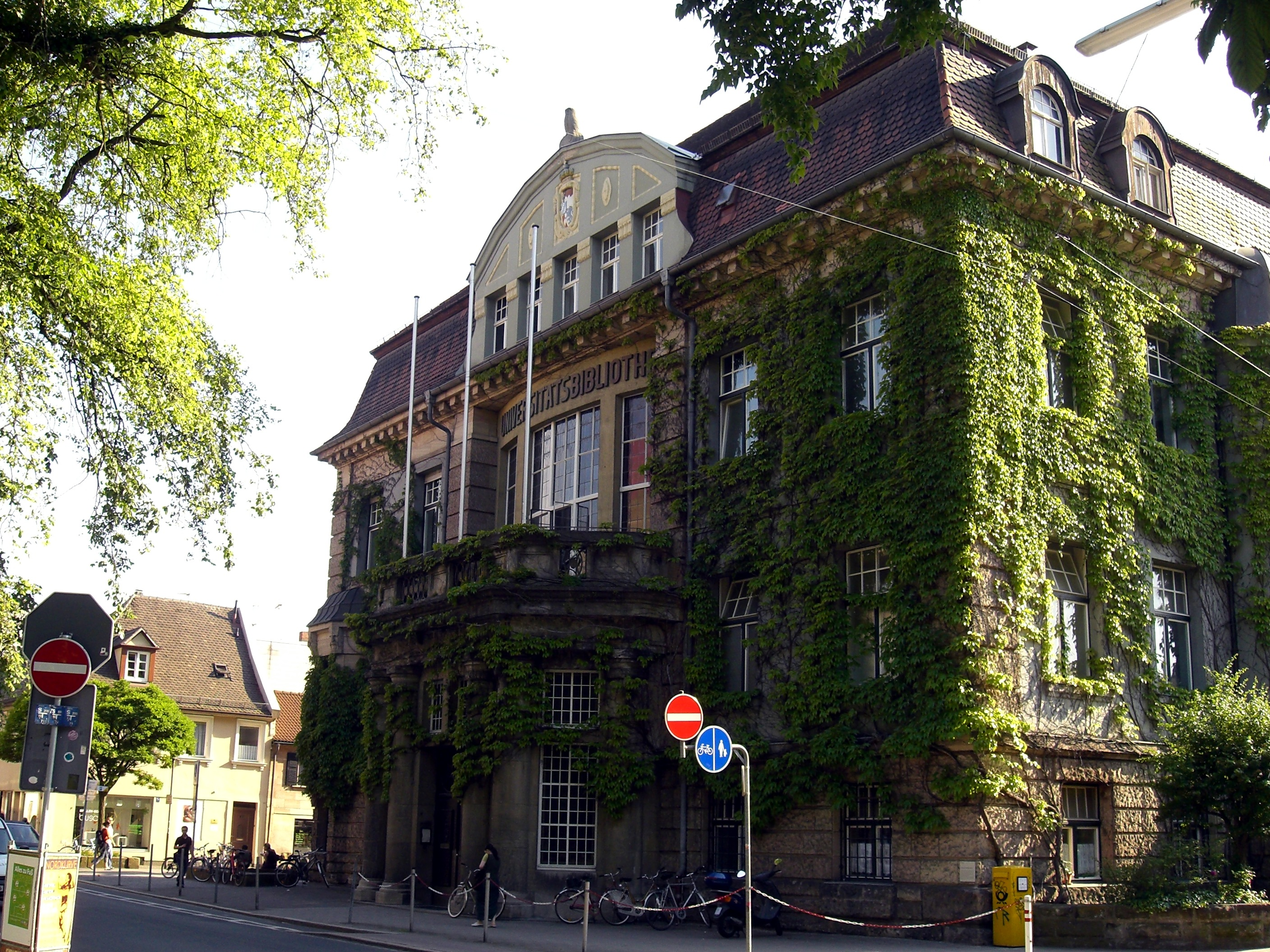
Alte Universitätsbibliothek (Standort Erlangen)

Weitere Einrichtungen der Universität:
- Bayerisches Hochschulzentrum für Lateinamerika an der Friedrich-Alexander-Universität Erlangen-Nürnberg (BayLAT)
- Bayerisches Zentrum für Politische Theorie
- Campusmedien funklust
- Collegium Alexandrinum
- FAU Alumni-Netzwerk
- FAU Busan Campus (Südkorea)
- Fortbildungszentrum Hochschullehre (FBZHL)
- Graduiertenschule der FAU
- Regionales Rechenzentrum Erlangen
- Sprachenzentrum
- Studentenwerk
- Universitätsbibliothek
- Universitätsklinikum
- Universitätsorchester
- Zentralinstitut „Anthropologie der Religion(en)“
- Zentrum für Lehrerinnen- und Lehrerbildung